# Юпітер (планета)

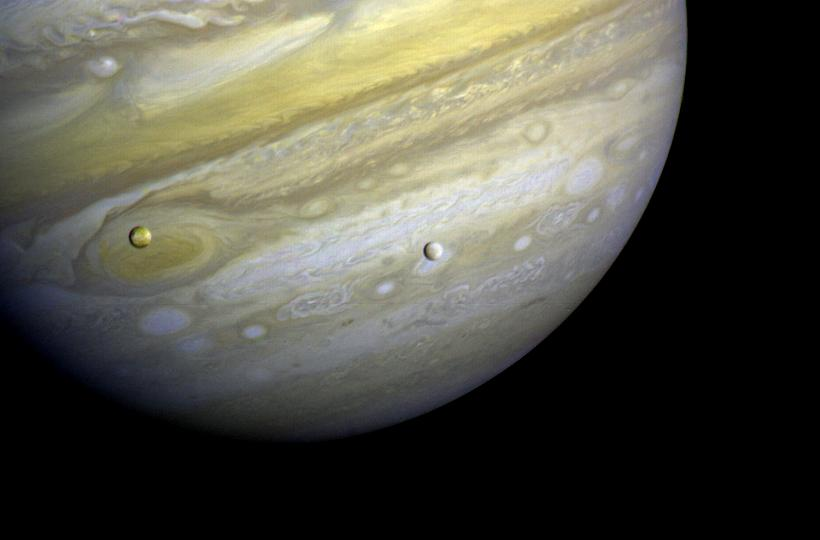
Юпітер, Європа, Іо, фотографія із «Вояджер 1».

Юпі́тер — п'ята від Сонця та найбільша планета Сонячної системи. Відстань Юпітера від Сонця змінюється в межах від 4,95 до 5,45 а. о. (740—814 млн км), середня відстань становить 5,203 а. о. (778 млн км). Разом із Сатурном Юпітер класифікують як газового гіганта. Орбітальний період планети становить 11,862 років, синодичний — 466,72 діб.
Маса Юпітера більш ніж удвічі перевищує масу усіх планет Сонячної системи разом узятих та в 318 разів більша за масу Землі, але цього недостатньо для перетворення на зорю, подібну Сонцю. В такому випадку його маса мала б бути в 1000 разів більшою, і навіть для перетворення на червоного карлика потрібне збільшення маси щонайменше у 80 разів. Втім, Юпітер, через механізм Кельвіна — Гельмгольца, випромінює теплову енергію, еквівалентну 4·1017 Вт, що приблизно вдвічі перевищує енергію, яку ця планета отримує від Сонця.
Низка атмосферних явищ на Юпітері — як-от шторми, блискавки, полярні сяйва, вихори (циклони й антициклони), мають масштаби, що значно перевершують земні. Примітним утворенням в атмосфері є Велика червона пляма — величезний шторм-антициклон, який існує вже принаймні 350 років і вперше спостерігався у 1831.
Юпітер має 95 відомих супутників, найбільші з яких — Іо, Європа, Ганімед і Каллісто — було відкрито 1610 року Галілео Галілеєм. Окрім численних супутників, Юпітер має власну систему тонких і тьмяних кілець, які були відкриті лише в 1979 році.
Сама ж планета відома людям з давнини, про що свідчать міфології та релігійні вірування різних культур: месопотамської, вавилонської, грецької та інших. Назва Юпітера походить від імені давньоримського бога неба та грому і царя богів. Сучасні дослідження Юпітера здійснюються за допомогою наземних і орбітальних телескопів, а з 1970-х років до планети було відправлено 8 міжпланетних апаратів НАСА: «Піонери», «Вояджери», «Галілео», «Юнона» та інші.

## Дослідження
Під час великих протистоянь (одне з яких відбувалося у вересні 2010 року) Юпітер видно неозброєним оком як один із найяскравіших об'єктів нічного неба (після Місяця й Венери). Диск і супутники Юпітера — популярні об'єкти для спостереження астрономів-аматорів, які зробили низку відкриттів (наприклад, комети Шумейкера — Леві, уламки якої зіткнулися з Юпітером 1994 року, чи зникнення Південного екваторіального поясу Юпітера 2010 року).

### Інфрачервоний діапазон
В інфрачервоній ділянці спектра лежать лінії молекул H2 і He, а також лінії багатьох інших елементів.
Однак молекули водню й гелію не мають дипольного моменту, отже, абсорбційні лінії цих елементів непомітні до того часу, поки поглинання за рахунок ударної йонізації не стане домінувати. Крім того, ці лінії утворюються в найвищих шарах атмосфери і не несуть інформацію про глибші шари. Надійніші дані про кількість гелію й водню на Юпітері отримано зі спускового апарата «Галілео».
Що стосується інших елементів, то при їх аналізі й інтерпретації також виникають труднощі. Станом на 2018 рік не можна з повною впевненістю сказати, які процеси відбуваються в атмосфері Юпітера й наскільки сильно вони впливають на його хімічний склад — це має відношення як і до внутрішніх областей планети, так і до зовнішніх шарів. Це створює певні труднощі детальної інтерпретації спектра. Проте вважається, що всі процеси, здатні так чи інакше впливати на велику кількість елементів, є локальними й досить обмеженими, отже, вони не здатні глобально змінити розподіл речовини.
Також Юпітер випромінює (переважно в інфрачервоній ділянці спектра) на 60 % більше енергії, ніж отримує від Сонця. За рахунок процесів, що призводять до вироблення цієї енергії, Юпітер зменшується приблизно на 1 мм на рік. На думку професора університету Каліфорнії у Санта-Крусі П. Боденхеймера (1974), коли планета тільки сформувалася, вона була вдвічі більша і її температура була значно вищою, ніж наявна в даний час.

### Гамма-діапазон

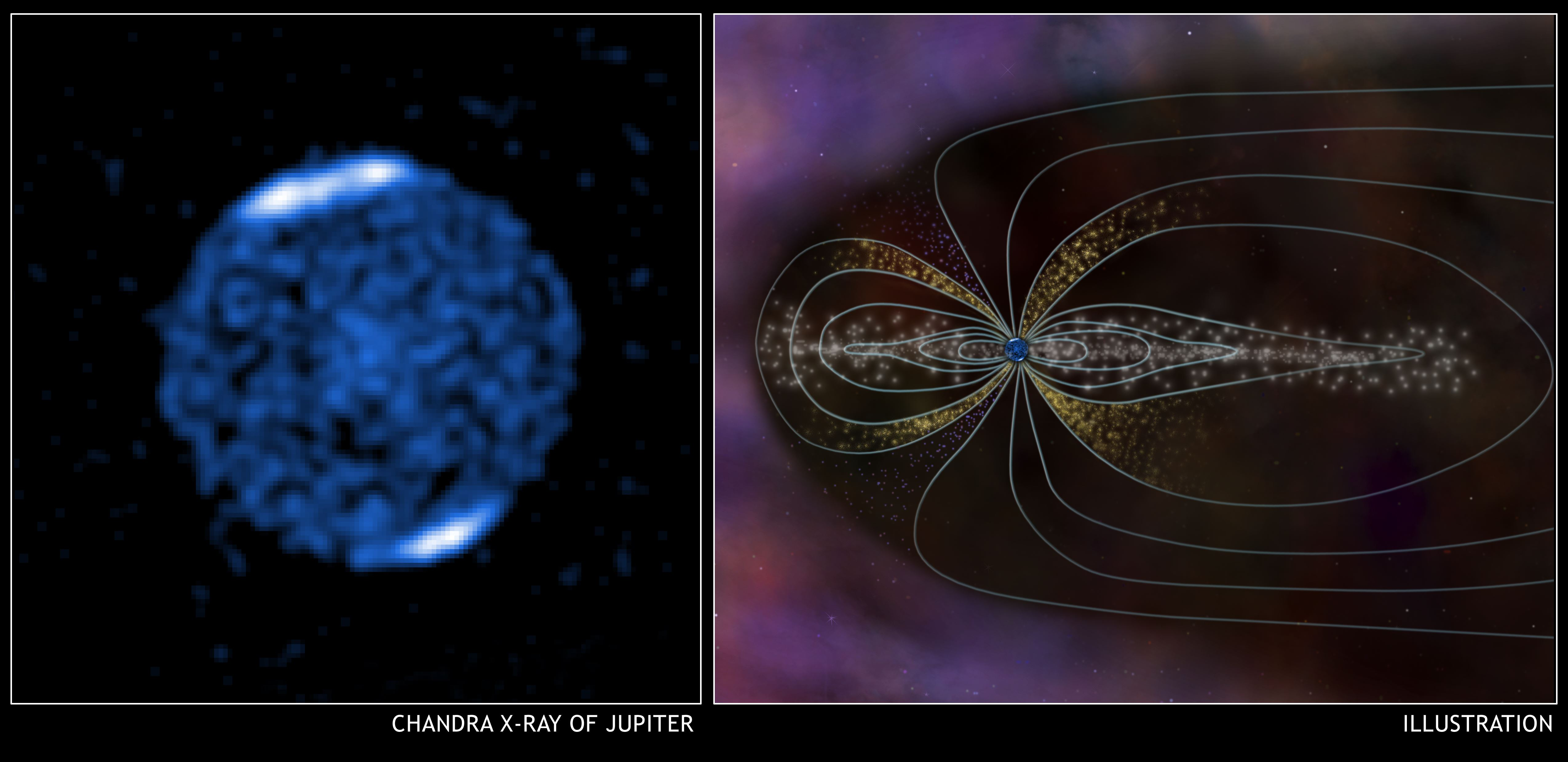
Випромінювання Юпітера в гамма-діапазоні за даними «Чандра».

Уперше випромінювання зареєстровано в 1979 році космічною обсерваторією імені Ейнштейна. На Землі ділянки полярних сяйв у рентгенівському та ультрафіолетовому діапазоні практично збігаються. Проте на Юпітері ділянка рентгенівських полярних сяйв розташована набагато ближче до полюса, ніж ультрафіолетових. Ранні спостереження виявили пульсацію випромінювання з періодом у 40 хвилин, однак у пізніших спостереженнях ця залежність проявляється набагато гірше.
Очікувалося, що рентгенівський спектр полярних сяйв на Юпітері схожий на рентгенівський спектр комет. Однак, як показали спостереження телескопа «Чандра», спектр складається з емісійних ліній із піками поблизу 650 еВ (кисневі лінії), 653 еВ та 774 еВ (лінії OVIII), а також 561 еВ і 666 еВ (OVII). Існують також лінії випромінювання нижчих енергій у спектральній ділянці від 250 до 350 еВ. Можливо, вони належать сірці або вуглецю.
Гамма-випромінювання, не пов'язане з полярним сяйвом, вперше було виявлено при спостереженнях на ROSAT 1997 року. Спектр схожий зі спектром полярних сяйв, однак у районі 0,7—0,8 кеВ. Особливості спектра добре описуються моделлю корональної плазми з температурою 0,4—0,5 кеВ із сонячною металічністю, з додаванням емісійних ліній Mg10+ та Si12+. Існування останніх, можливо, пов'язано з сонячною активністю в жовтні-листопаді 2003 року.

### Радіоспостереження
Юпітер — найпотужніше (після Сонця) радіоджерело Сонячної системи в дециметровому — метровому діапазонах довжин хвиль. Радіовипромінювання має спорадичний характер і в максимумі сплеску сягає 106 Янських.

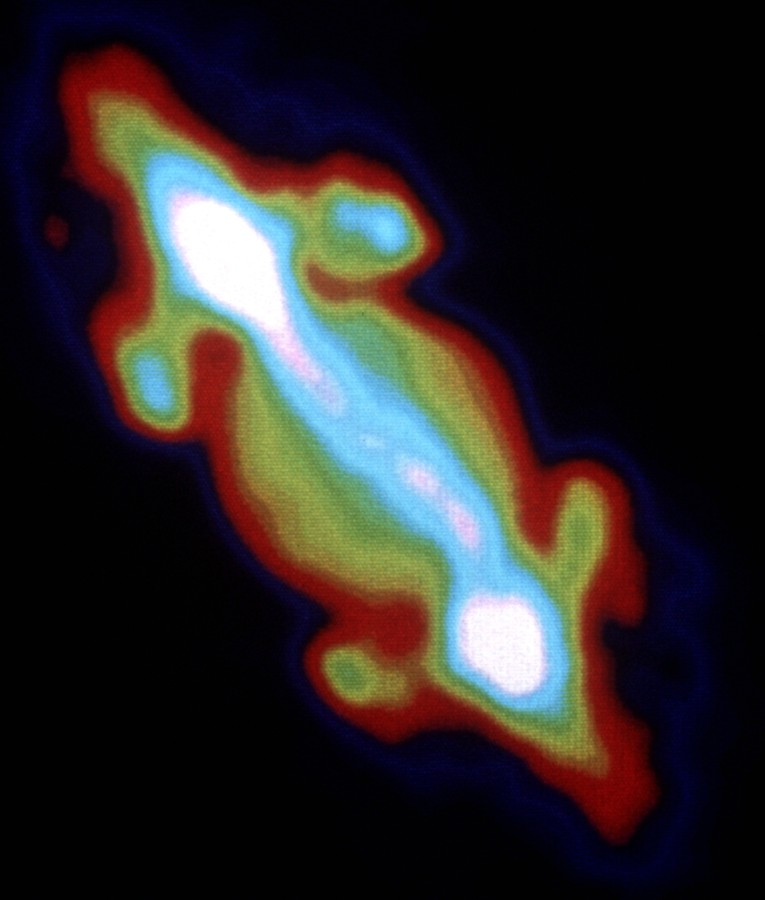
Радіозображення Юпітера: яскраві (білі) ділянки — радіовипромінювання радіаційних поясів.

Сплески відбуваються в діапазоні частот від 5 до 43 МГц (найчастіше — поблизу 18 МГц), у середньому їх ширина становить приблизно 1 МГц. Тривалість сплеску невелика: від 0,1—1 с (іноді — до 15 с). Випромінювання дуже поляризоване, особливо по колу, ступінь поляризації сягає 100 %. Спостерігається модуляція випромінювання близьким супутником Юпітера Іо, що обертається всередині магнітосфери: ймовірність сплеску більша, коли Іо перебуває поблизу елонгації щодо Юпітера. Монохроматичний характер випромінювання свідчить про виділену частоту, найімовірніше — гірочастоту. Висока яскравісна температура (іноді сягає 1015 K) потребує залучення ефектів типу мазерів.
Радіовипромінювання Юпітера в міліметровому — короткосантиметровому діапазонах має суто тепловий характер, хоча відповідна температура дещо вища рівноважної, що означає потік тепла з надр. Починаючи з хвиль ~9 см яскравісна температура (Tb) зростає — з'являється нетеплова складова, пов'язана з синхротронним випромінюванням релятивістських частинок із середньою енергією ~ 30 МеВ у магнітному полі Юпітера; на хвилі 70 см Tb сягає значення ~ 5× 104 K. Джерела випромінювання розташовані по обидва боки планети у вигляді двох протяжних лопатей, що вказує на магнітосферне походження випромінювання.

### Обчислення гравітаційного потенціалу
Зі спостережень руху природних супутників, а також з аналізу траєкторій космічних апаратів можна отримати дані про гравітаційне поле планети. Його характеристики залежать від маси планети, її екваторіального радіуса і моменту інерції. У загальному вигляді гравітаційний потенціал подають у вигляді поліномів Лежандра вищих порядків:
{\displaystyle V_{\textrm {ext}}(r,\theta )=-{\frac {GM}{r}}\left(1-\sum _{i=1}^{\infty }\left({\frac {R_{\textrm {eq}}}{r}}\right)^{i}J_{i}P_{i}(\cos \theta )\right)}
де:
- G — гравітаційна стала;
- M — маса планети;
- r — відстань від планети;
- Req — екваторіальний радіус;
- Pi — поліном Лежандра i-го порядку;
- Ji — коефіцієнт розкладання i-го порядку.

Під час прольотів поблизу Юпітера космічних апаратів «Піонер-10», «Піонер-11», «Вояджер-1», «Вояджер-2», «Галілео» і «Кассіні» для обчислення гравітаційного потенціалу використовувалися: вимірювання ефекту Доплера апаратів (для відстеження їх швидкості), зображення, що передається апаратами для визначення їх місця розташування щодо Юпітера і його супутників, радіоінтерферометрія з наддовгими базами. Для «Вояджера-1» і «Піонера-11» довелося враховувати і гравітаційний вплив Великої червоної плями.
Крім того, при обробці даних доводиться використовувати теорію Ліеске, де рух галілеєвих супутників наближено вважається таким, що відбувається навколо центру Юпітера. Для точних обчислень великою проблемою є також врахування негравітаційного прискорення космічних апаратів, за допомогою яких проводять дослідження.
За характером гравітаційного поля можна робити висновки про внутрішню будову планети.

## Історія спостережень

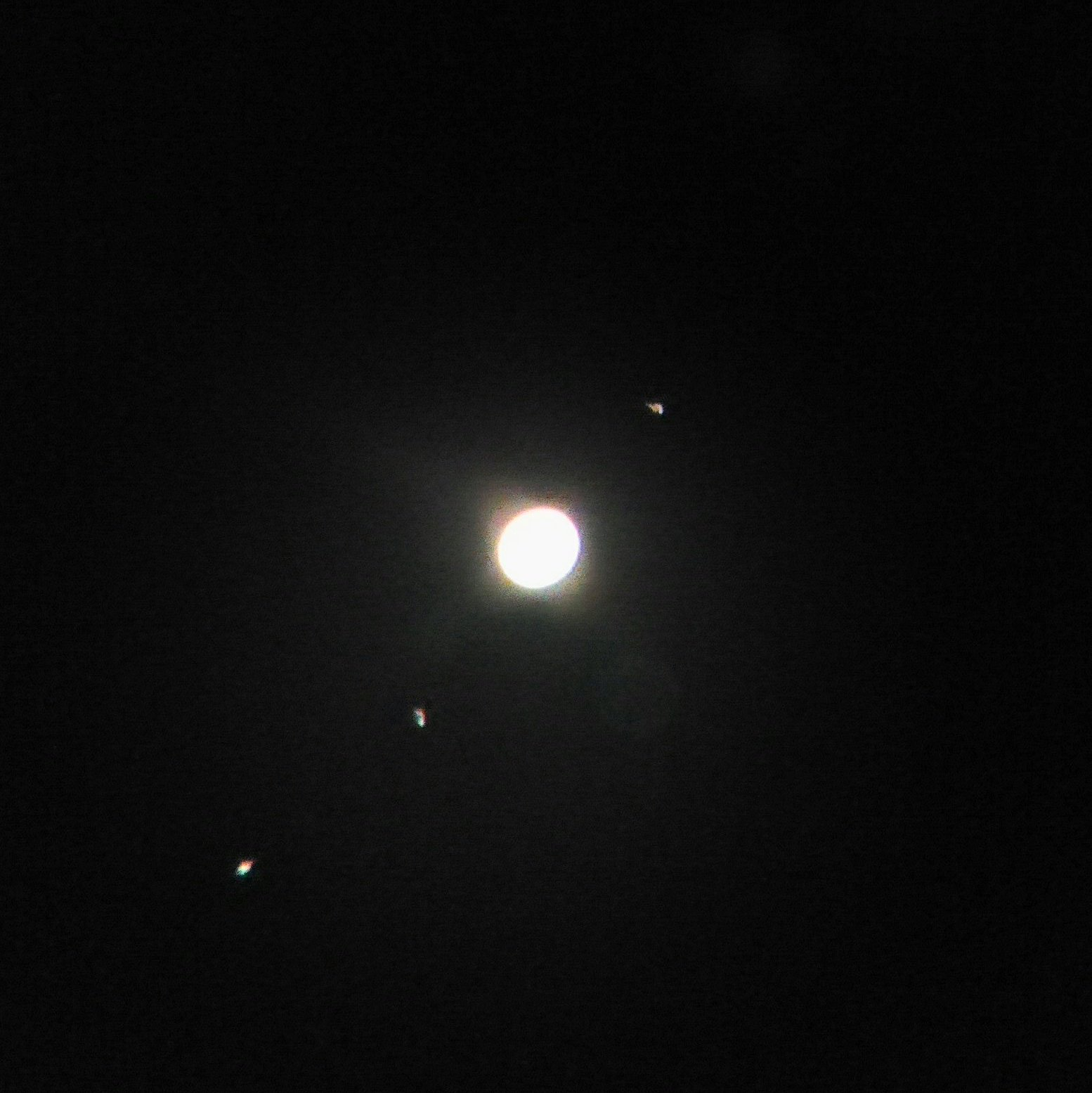
Юпітер і чотири галілєві супутники у аматорський телескоп.

За яскравістю Юпітер є четвертим об'єктом на небі (після Сонця, Місяця та Венери), однак при протистоянні Марс може видаватися яскравішим за Юпітер. Залежно від положення Юпітера по відношенню до Землі, видима зоряна величина може змінюватися від значення яскравості -2,94 в протистоянні до -1,66 під час сполучення з Сонцем. Середня видима зоряна величина становить -2,20 зі стандартним відхиленням в 0,33. Кутовий розмір Юпітера також змінюється від 50,1 до 30,5 кутових секунд. Сприятливі умови для протистояння виникають, коли Юпітер проходить через перигелій своєї орбіти, що наближає його до Землі. Поблизу позиції протистояння Юпітер переходить в ретроградний рух приблизно на 121 день, рухаючись назад під кутом 9,9°, перш ніж повернутися до свого звичайного напряму руху.
Оскільки орбіта Юпітера знаходиться за межами орбіти Землі, фазовий кут Юпітера, при дослідженні з Землі, завжди буде менше 11,5°. Таким чином, Юпітер завжди виглядає майже повністю освітленим, якщо дивитися через земні телескопи. Лише під час місій космічних апаратів до Юпітера було отримано зображення півмісяця планети. Невеликий телескоп зазвичай покаже чотири галілеєві супутники Юпітера та помітні пояси хмар в атмосфері Юпітера. Більший телескоп з апертурою в 10–15 см покаже Велику червону пляму Юпітера, коли вона повернута в напрямку Землі.

### Ранні спостереження

Модель в «Альмагесті» поздовжнього руху Юпітера (☉) відносно Землі (🜨).

Спостереження Юпітера почались щонайменше з вавилонських астрономів 7 або 8 століття до н.е. В Стародавньому Китаї Юпітер називали як «Зоря Суй» (歲星, піньїнь: Suìxīng) і встановили свій цикл з дванадцяти земних гілок, заснований на приблизній кількості земних років, які Юпітер обертається навколо Сонця. В китайській мові все ще використовують цю назву (спрощено 歲), коли йдеться про роки життя. До 4 століття до н.е. ці спостереження перетворилися на китайський зодіак, і кожен рік став асоціюватися із зорею Тай-Суй і богом, що контролює область неба, протилежну до положення Юпітера на нічному небі. Ці вірування збереглися в деяких практиках даосизму і в дванадцяти тваринах східноазійського зодіаку. Китайський історик Сі Цзецзун стверджував, що давньокитайський астроном Ган Де, повідомляв про маленьку зорю «в союзі» з планетою, що може свідчити про спостереження одного з супутників Юпітера неозброєним оком. Якщо це твердження є правдивим, то це передувало б відкриттю Галілея майже на два тисячоліття.
Існує думка, що метод трапецій використовували вавилоняни до 50 року до н. е. для інтегрування швидкості Юпітера вздовж екліптики. У своїй праці «Альмагест», написаній у ІІ столітті, елліністичний астроном Клавдій Птолемей побудував геоцентричну модель, засновану на деферентах та епіциклах, щоб пояснити рух Юпітера відносно Землі, визначивши його орбітальний період навколо Землі як 4332,38 дня, або 11,86 року.

### Наземні телескопічні спостереження

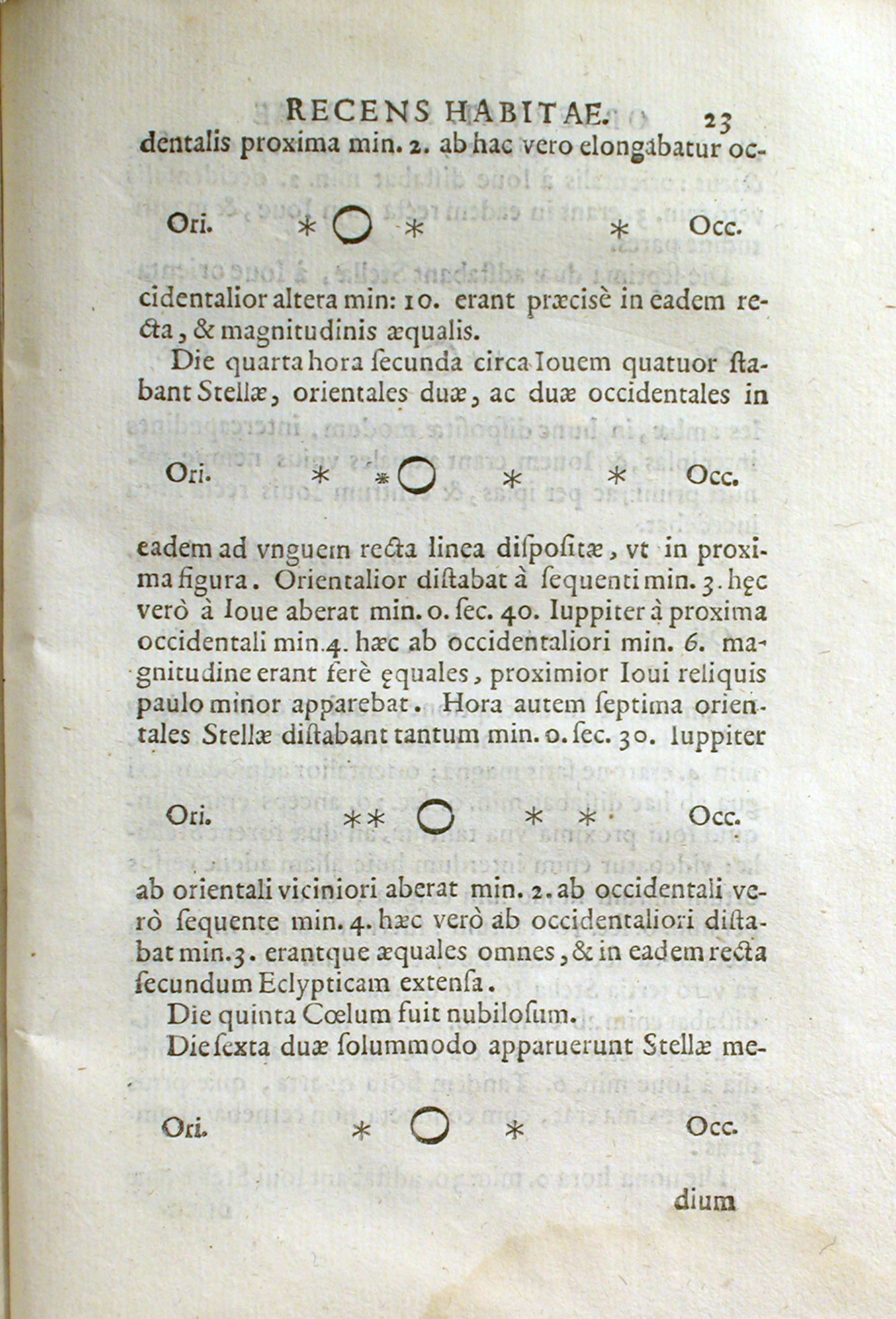
Юпітер та «зорі Медичі», зображені Галілеєм в Sidereus Nuncius.

1610 року італійський астроном Галілео Галілей відкрив чотири найбільші супутники Юпітера (тепер відомі як галілеєві супутники) за допомогою телескопа. Вважається, що це було перше телескопічне спостереження інших супутників, окрім Місяця. Всього через день після Галілея, Симон Маріус незалежно відкрив супутники навколо Юпітера, однак він не опублікував своє відкриття в книзі до 1614 року. Однак, саме назви Маріуса для основних супутників прижилися: Іо, Європа, Ганімед і Каллісто. Відкриття стало головним аргументом на користь геліоцентричної теорії руху планет Миколая Коперника; відкрита підтримка Галілеєм теорії Коперника призвела до того, що його судили та засудили інквізицією.
Восени 1639 року неаполітанський астроном Франческо Фонтана випробував сконструйований власноруч телескоп і виявив характерні смуги атмосфери планети.
Велика Червона Пляма, можливо, спостерігалася ще 1664 року Робертом Гуком і 1665 року — Джованні Кассіні, хоча це піддається сумніву. 1831 року астроном Генріх Швабе створив найперший відомий малюнок, на якому зобразив деталі Великої червоної плями. Зазначається, що Велика червона пляма кілька разів зникала з поля зору між 1665 і 1708 роком, перш ніж стала досить помітною 1878 р. Було зафіксовано, що вона знову зникала 1883 року і на початку 20 ст.
Джованні Бореллі та Кассіні склали ретельні таблиці руху супутників Юпітера, які дозволили передбачити, коли супутники пройдуть перед планетою або за нею. У 1670-х роках Кассіні помітив, що коли Юпітер перебуває на протилежному від Землі боці Сонця, ці події відбуваються приблизно на 17 хвилин пізніше, ніж очікувалося. Оле Ремер зробив висновок, що світло не поширюється миттєво (висновок, який Кассіні раніше не схвалював), і ця розбіжність у часі була використана для оцінки швидкості світла.
1892 року Едвард Барнард спостерігав п'ятий супутник Юпітера за допомогою 36-дюймового (91 см) рефрактора в Лікській обсерваторії в Каліфорнії. Пізніше цей супутник був названий Амальтея. Це був останній планетарний супутник, який був відкритий безпосередньо візуальним спостерігачем за допомогою телескопа.
1932 року Руперт Вільдт виявив лінії поглинання аміаку та метану в спектрах Юпітера. Три тривалі антициклонічні об'єкти, названі «білими овалами», спостерігалися в 1938 році. Протягом кількох десятиліть вони залишалися окремими областями в атмосфері, які наближалися одна до одної, але ніколи не зливалися. 1998 року два овали злилися, а потім поглинули третій у 2000 році, ставши овалом BA.

### Радіотелескопічні спостереження
У 1955 році Бернард Берк і Кеннет Франклін виявили, що Юпітер випромінює сплески радіохвиль на частоті 22,2 МГц. Період цих сплесків збігався з періодом обертання планети, і вони використали цю інформацію для визначення більш точного значення швидкості обертання Юпітера. Було виявлено, що радіосплески від Юпітера бувають двох форм: довгі сплески (або L-сплески) тривалістю до кількох секунд і короткі сплески (або S-сплески) тривалістю менше сотої частки секунди.
Вчені виявили три форми радіосигналів, що передаються з Юпітера:
- Декаметрове радіовипромінювання (з довжиною хвилі в десятки метрів), яке змінюється залежно від обертання Юпітера і залежать від взаємодії Іо з магнітним полем Юпітера[72].
- Дециметрове радіовипромінювання (з довжиною хвилі, що вимірюється в сантиметрах), яке вперше спостерігали Френк Дрейк і Хайн Хватум у 1959 році[70]. Джерелом цього сигналу є тороподібний пояс навколо екватора Юпітера, який генерує циклотронне випромінювання від електронів, прискорених у магнітному полі Юпітера[73].
- Теплове випромінювання, яке створюється теплом в атмосфері Юпітера[70].

## Вивчення космічними апаратами

### Космічні зонди

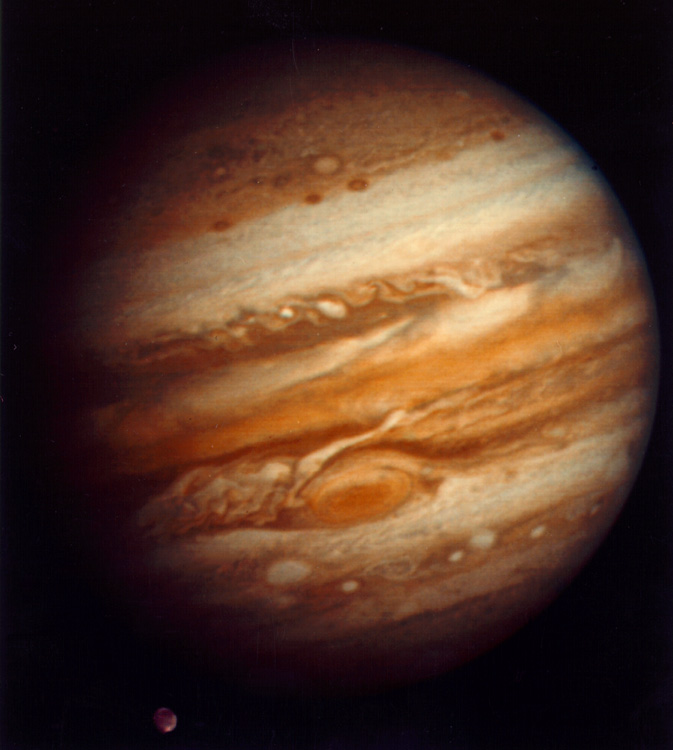
Фотографія Юпітера, зроблена «Вояджером-1» 24 січня 1979 року з відстані 40 млн км

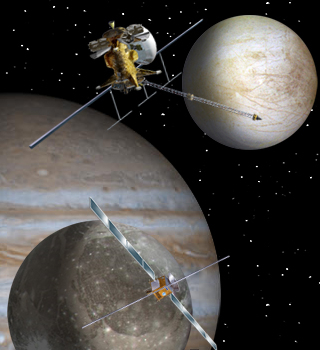
Europa Jupiter System Mission в околицях Юпітера в уяві художника (заплановано на 2020 рік)

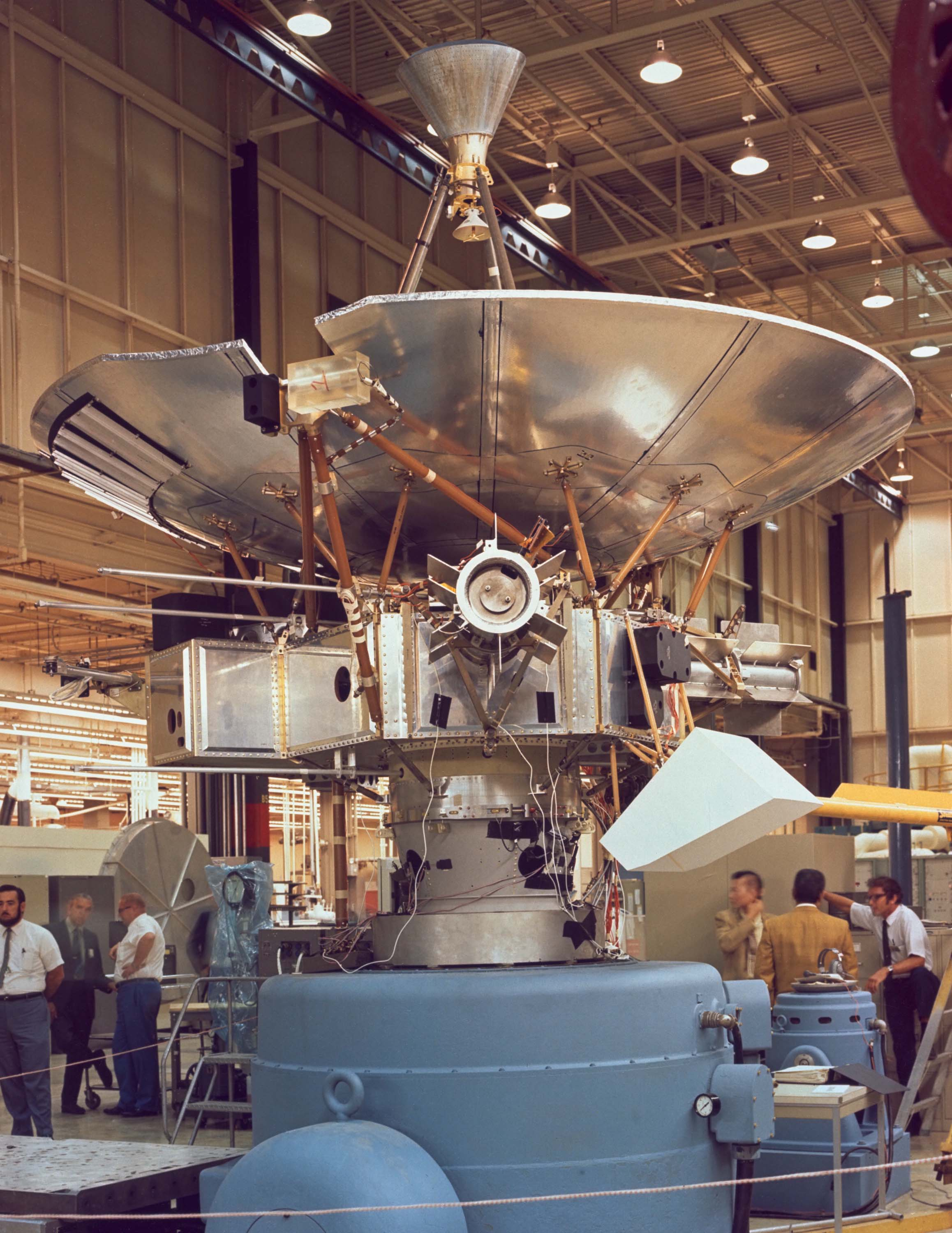
КА «Піонер-10», 20.12.1971.
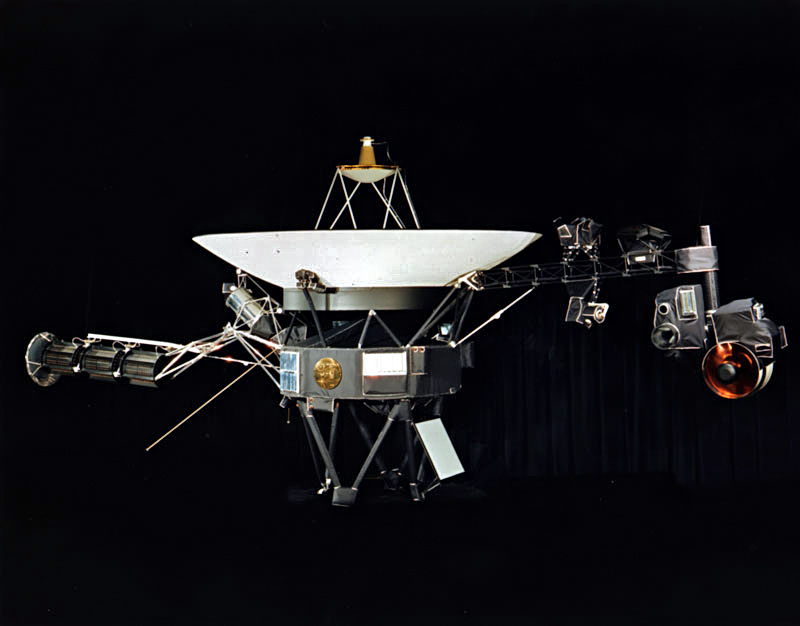
КА «Вояджер-1», 01.09.1979.
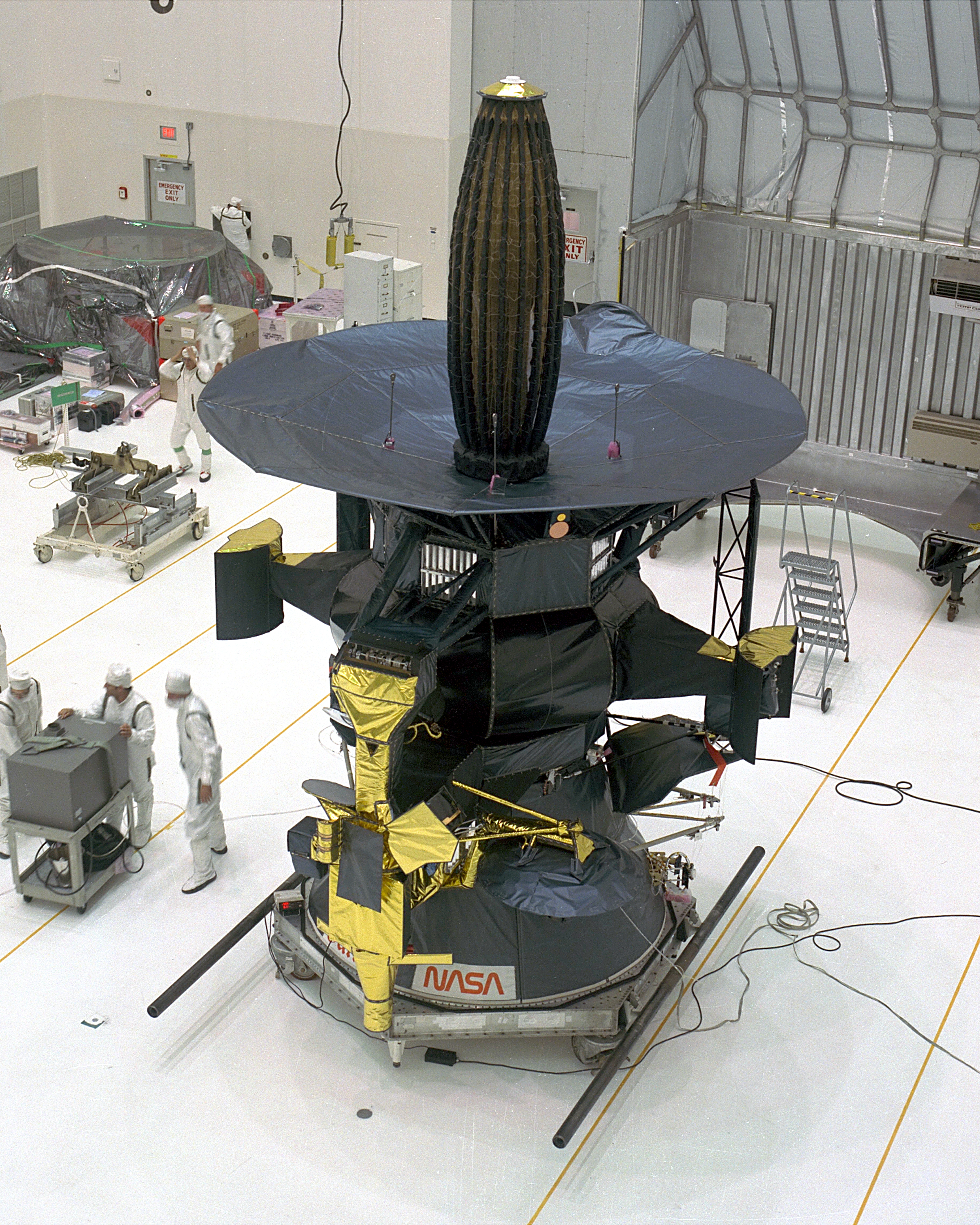
КА «Галілео», 03.08.1989.
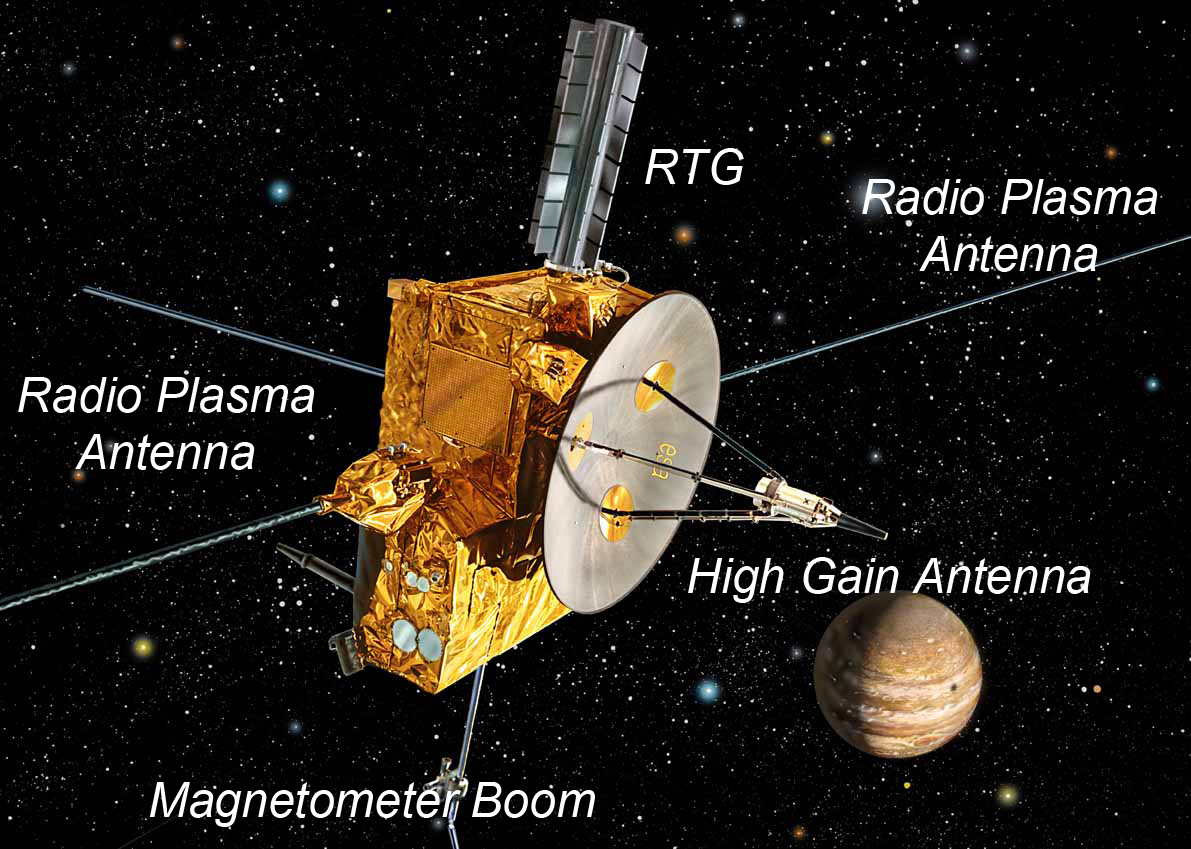
КА «Улісс», запуск — 06.10.1990.
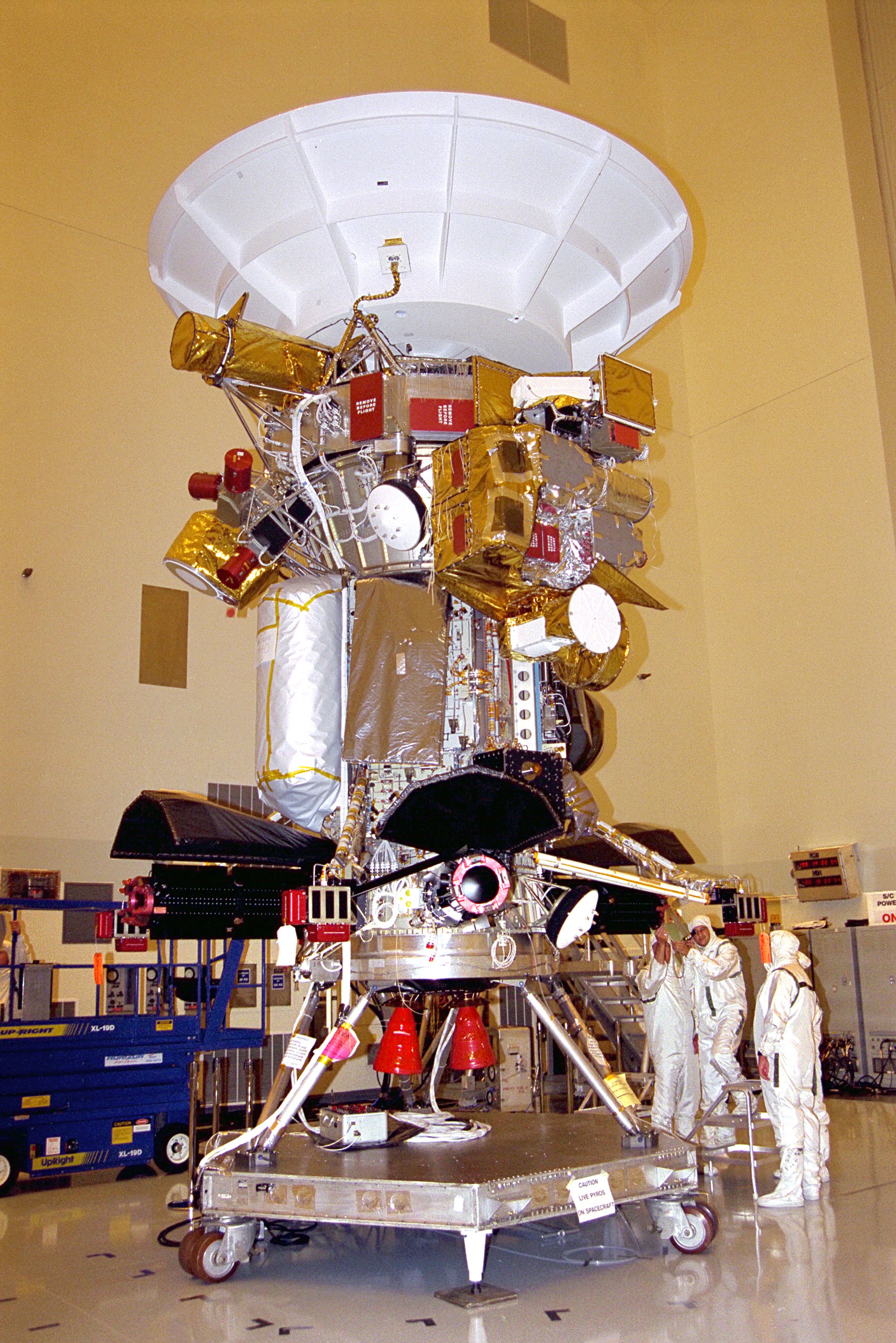
КА «Кассіні», 18.12.1997.
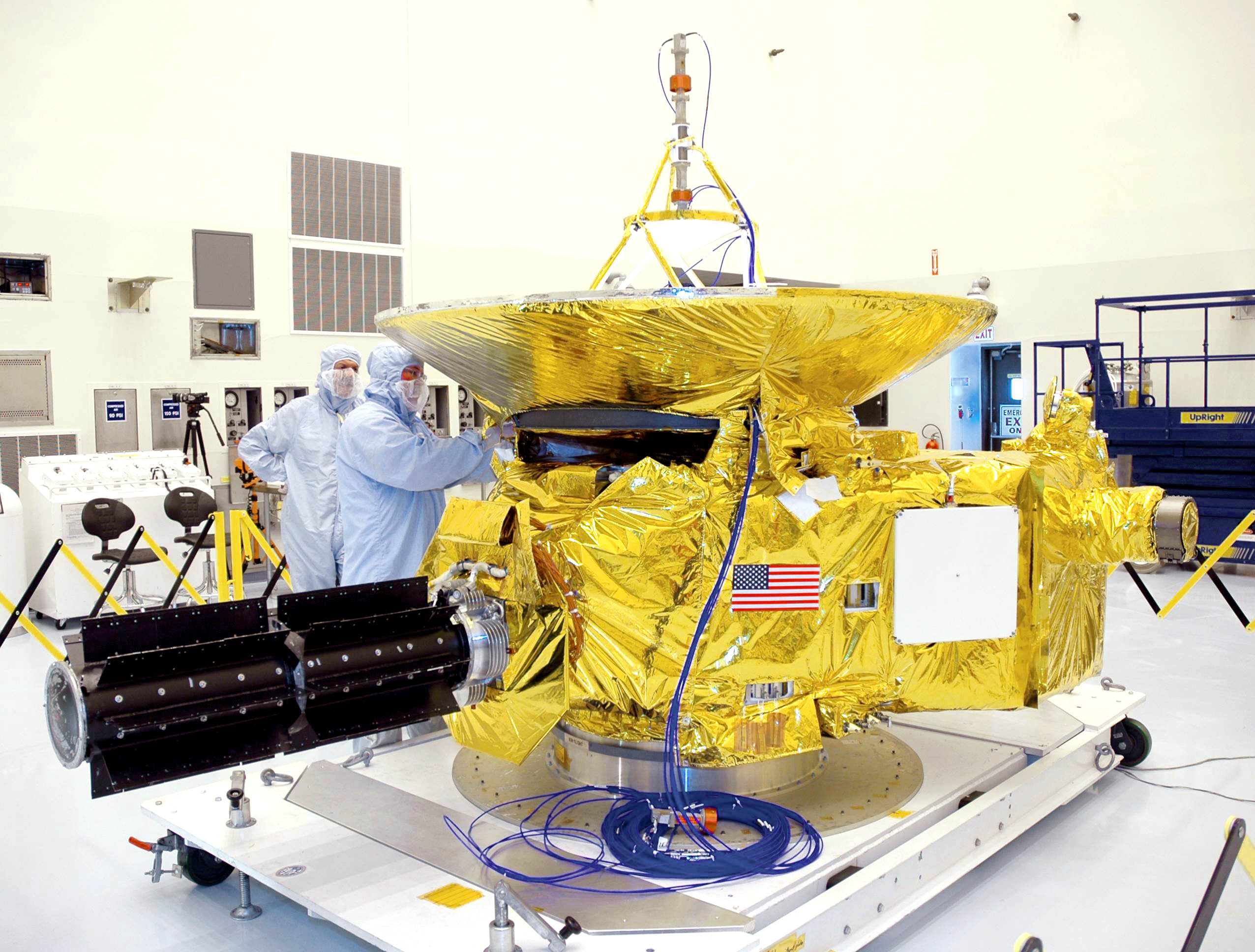
КА «Нові обрії», 04.11.2005.

Юпітер вивчався лише апаратами НАСА.
1973 і 1974 біля Юпітера пролетіли «Піонер-10» і «Піонер-11» на відстані (від хмар) 132 тис. км і 43 тис. км відповідно43 тис. км відповідно. Апарати передали декілька сотень знімків (невисокої роздільності) планети й галілеєвих супутників, вперше виміряли основні параметри магнітного поля та магнітосфери Юпітера, було уточнено масу й розміри супутника Юпітера — Іо. Також саме під час прольоту повз Юпітер апарата «Піонер-10» з допомогою апаратури, встановленої на ньому, вдалося виявити, що енергія, яка випромінюється Юпітером у космічний простір, більша за енергію, яку він отримує від Сонця.
1979 року біля Юпітера пролетіли «Вояджери» (на відстані 207 тис. км і 570 тис. км). Вперше були отримані знімки високої роздільності планети та її супутників (всього було передано близько 33 тис. фотографій), були виявлені кільця Юпітера; апарати також передали велику кількість інших даних, зокрема відомості про хімічний склад атмосфери, дані про магнітосферу та ін.; також було отримано («Вояджером-1») дані про температуру верхніх шарів атмосфери верхніх шарів атмосфери. Близько від кілець планети були відкриті два невеликі супутники, що отримали назви Адрастея і Метіда. Це були перші супутники Юпітера, відкриті космічними апаратами. Третій супутник, Теба, був помічений між орбітами Амальтеї та Іо. Вперше був виявлений вулканізм за межами Землі — на Іо, де апаратами були виявлені 9 вулканів, а також отримані докази їх виверження.
1992 року повз планету пролетів «Улісс» на відстані 378,4 тис. м. Апарат виконав вимірювання магнітосфери Юпітера оскільки початково був призначений для дослідження Сонця та не мав відеокамер. Вже у лютому 2004 р. космічний апарат знову пролітав повз Юпітер, але вже на значно дальшій відстані від нього (120 млн км) та під час досліджень зафіксував вузькі потоки електронів, що випускалися планетою.
З 1995 по 2003 рік на орбіті Юпітера працював космічний апарат «Галілео». Він став першим космічним апаратом на орбіті планети. «Галілео» був зруйнований 21 вересня 2003 року, шляхом керованого падіння, попередньо зробивши 35 обертів навколо Юпітера з 1995 року. Хоча головна антена «Галілео» не розкрилася (внаслідок чого потік даних значно зменшився від потенційно можливого), тим не менш, усі основні завдання було виконано. За 8-річний період апарат зробив 35 прольотів повз усі галілеєві супутники та Амальтею. У місії було отримано багато нових даних. Основні наукові результати місії включали в себе: спостереження хмар з аміаку в атмосфері іншої планети; підтвердження активного вулканізму Іо (у 100 разів більше, ніж на Землі); докази, що підтримують гіпотезу про солоний океан під шаром криги Європи; підтвердження наявності тонкого шару атмосфери на Ганімеді, Європі, Каллісто, під назвою екзосфера та ін. У 1994 році з допомогою «Галілео» вчені змогли спостерігати падіння на Юпітер уламків комети Шумейкерів — Леві 9. Камери на апараті 16—22 липня 1994 року спостерігали фрагменти комети під час їхнього падіння на південну півкулю Юпітера зі швидкістю приблизно в 60 км/с. Це було перше пряме спостереження позаземного зіткнення об'єктів у Сонячній системі. Падіння відбулося на стороні Юпітера, яка прихована від Землі. «Галілео», що знаходився на відстані 1,6 а.о. від планети, зміг зафіксувати вогняну кулю від зіткнення, яка досягла піку температури у близько 24 000 К.
2000 року повз Юпітер пролетів «Кассіні». Він зробив ряд фотографій планети з рекордною (для масштабних знімків) роздільністю та отримав нові дані про плазмовий тор Іо. За знімками «Кассіні» було складено кольорові «карти» Юпітера, на яких розмір найдрібніших деталей становить 120 км. Основним відкриттям, яке було зроблене та об'явлене 6 березня 2003 р., стала циркуляція атмосфери планети: раніше, темні пояси та світлі зони розглядалися вченими як явище апвелінгу — тобто як зони піднесеної атмосфери, що було аналогією до формування хмар на Землі. За знімками «Кассіні» було складено кольорові «карти» Юпітера, на яких розмір найдрібніших деталей становить 120 км. При цьому були виявлені деякі незрозумілі явища, як, наприклад, загадкова темна пляма, схожа на Велику червону пляму, у північних приполярних районах Юпітера, що була видима лише в ультрафіолетовому світлі. Також 19 грудня 2000 року, апарат зробив фото із низькою роздільною здатністю супутника планети — Гімалії, однак через те, що відстань до неї була достатньо великою, на знімку не видно рельєф поверхні.
28 лютого 2007 року в околицях Юпітера (на шляху до Плутона) здійснив гравітаційний маневр апарат «Нові обрії». паралельно зблизившись із планетою на максимально близьку відстань. Це був другий космічний апарат після «Улісса», що досяг Юпітер без попередніх маневрів в околицях інших планет. Він виконав знімання планети, що дозволило отримати нові дані про атмосферу, систему кілець та супутники, зробивши перший знімок 4 вересня 2006 року. Додатково були зроблені певні уточнення орбіт групи внутрішніх супутників, а власне Амальтеї; отримані записи вулканічної активності Іо; зроблені знімки дальніх нерегулярних супутників Юпітера (Гімалії та Елари); проведені дослідженні Малої червоної плями.
| Зонд         | Дата прольоту | Відстань     |
| ------------ | ------------- | ------------ |
| «Піонер-10»  | 03.12.1973    | 130 000 км   |
| «Піонер-11»  | 04.12.1974    | 34 000 км    |
| «Вояджер-1»  | 05.03.1979    | 349 000 км   |
| «Вояджер-2»  | 09.09.1979    | 570 000 км   |
| «Улісс»      | 08.02.1992    | 409 000 км   |
| «Улісс»      | 04.02.2004    | 120 000 км   |
| «Кассіні»    | 30.12.2000    | 10 000 км    |
| «Нові обрії» | 28.02.2007    | 2 304 535 км |

У серпні 2011 року було запущено апарат «Юнона», який вийшов на полярну орбіту Юпітера в липні 2016 року і мав виконати детальні дослідження планети. Така орбіта — не вздовж екватора планети, а від полюса до полюса — дасть, на думку вчених, змогу краще вивчити природу полярних сяйв на Юпітері. Така орбіта — не вздовж екватора планети, а від полюса до полюса — дозволить, на думку вчених, краще вивчити природу полярних сяйв на Юпітері. Цілями місії стало знаходження відповідей на питання про те, як формувався Юпітер, зокрема, чи має планета кам'яне чи дифузне ядро, скільки води є у атмосфері і як розподіляється маса всередині планети. Також заплановано вивчити внутрішні атмосферні потоки планети, які можуть досягати швидкості 600 км/год. Станом на 2024 рік, «Юнона» є активною місією: починаючи з 2016 року, вона знаходиться на орбіті Юпітера та вивчає планету.

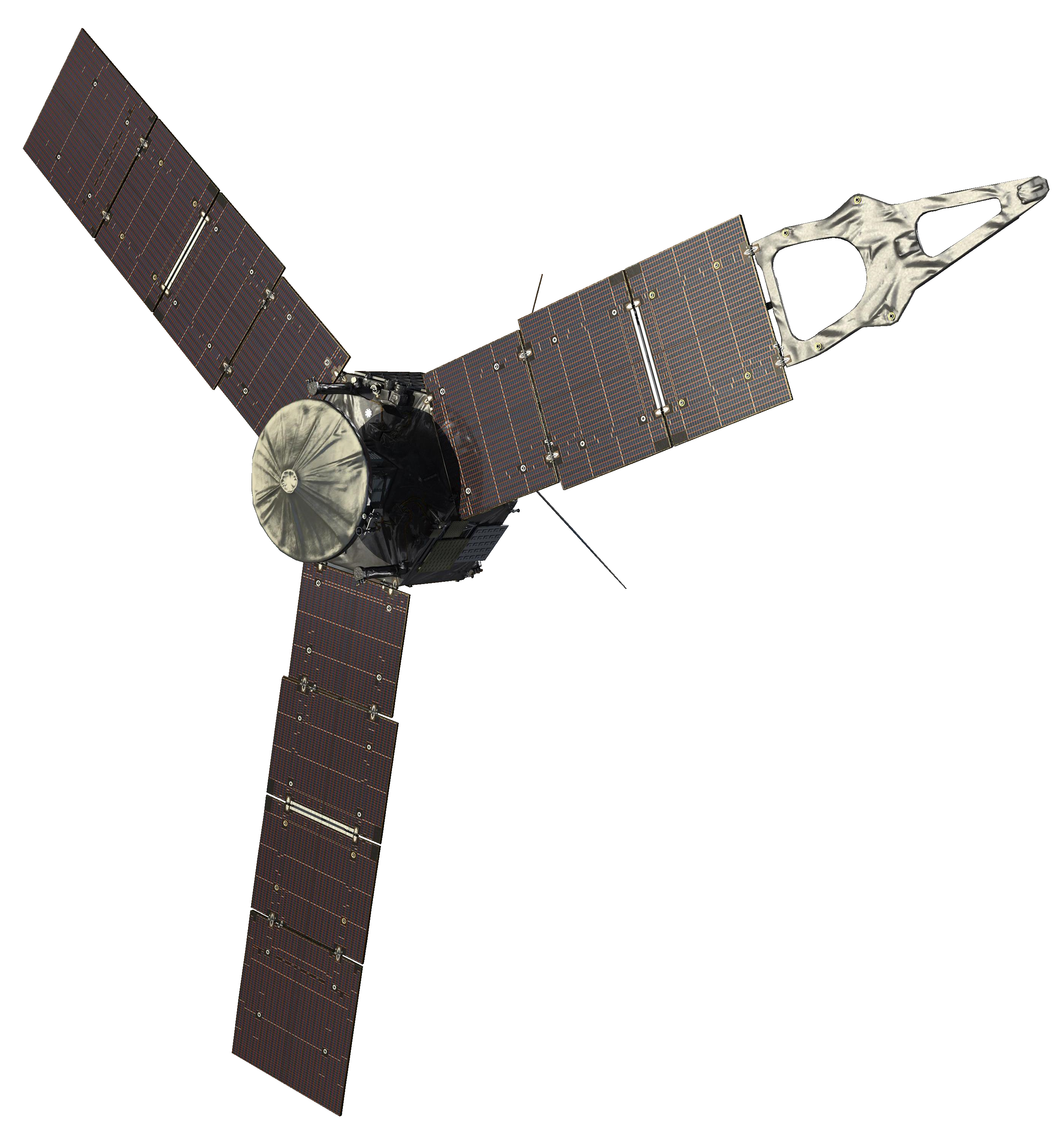
Космічний апарат «Юнона», 05.08.2011.

Через можливу наявність підземних рідких океанів на супутниках планети — Європі, Ганімеді та Каллісто — є зацікавленість у вивченні саме цього явища. Однак фінансові проблеми й технічні труднощі призвели до скасування на початку XXI століття перших проєктів їх дослідження — американських Europa Orbiter (з висадкою на Європу апаратів кріобота для роботи на крижаній поверхні та гідробота для запуску в підповерхневому океані) та Jupiter Icy Moons Orbiter, а також європейського Jovian Europa Orbiter.
На 2020-ті роки НАСА та ЄКА планують міжпланетну місію з вивчення галілеєвих супутників Europa Jupiter System Mission (EJSM). У лютому 2009 року ЄКА оголосило про пріоритет проєкту з дослідження Юпітера перед іншим проєктом — з дослідження супутника Сатурна — Титана (Titan Saturn System Mission). Однак, місію EJSM не скасовано. У її межах НАСА планує побудувати апарат, який призначено для досліджень планети-гіганта та її супутників Європи й Іо — Jupiter Europa Orbiter. ЄКА планує надіслати до Юпітера станцію для дослідження його супутників Ганімеда й Каллісто — Jupiter Ganymede Orbiter. Обидва апарати будуть запущені в межах проєкту Europa Jupiter System Mission. Крім того, у місії EJSM можлива участь Японії з апаратом Jupiter Magnetospheric Orbiter (JMO) для досліджень магнітосфери Юпітера.
У червні 2021 року НАСА обрало компанію SpaceX для надання послуг з запуску першої місії землі для проведення докладних досліджень супутника Юпітера, Європи. Місія Europa Clipper буде запущена в жовтні 2024 року за допомогою ракети Falcon Heavy з Космічного центру ім. Джона Кеннеді в штаті Флорида.
У жовтні 2021 ракета-носій Atlas V 401 відправила на Юпітер космічний апарат NASA «Люсі» (англ. Lucy) вартістю майже 1 млрд доларів, зібраний компанією Lockheed Martin. Головною ціллю місії є дослідження троянських астероїдів та має пролетіти повз й дослідити 11 з них, і наступний проліт передбачається 20 квітня 2025 року. Першим дослідженим астероїдом був 152830 Дінкінеш, «Люсі» наблизилася до нього на 450 км 1 листопада 2023 року.

### Орбітальні телескопи
За допомогою телескопа «Габбл» було отримано перші знімки полярних сяйв на Юпітері в ультрафіолетовому діапазоні, зроблені фотографії зіткнення з планетою уламків комети Шумейкерів — Леві 9, виконано спостереження за вихорами на Юпітері, а також кілька інших досліджень.

## Формування та еволюція
Вагомий внесок в уявлення людей про формування й еволюцію планет вносять спостереження екзопланет. Так, з їхньою допомогою було встановлено риси, спільні для всіх планет, подібних до Юпітера:
- Вони утворюються ще до моменту розсіювання протопланетного диска[122].
- Значну роль у формуванні відіграє акреція[122].
- Збагачення важкими хімічними елементами за рахунок планетозималей[122].

Існують дві головні гіпотези, що пояснюють процеси виникнення та формування Юпітера.
Згідно з першою гіпотезою, що отримала назву гіпотези «контракції», відносна подібність хімічного складу Юпітера та Сонця (велика частка Гідрогену та Гелію) пояснюється тим, що у процесі формування планет на ранніх стадіях розвитку Сонячної системи в газопиловому диску утворилися масивні «згущення», що дали початок планетам, тобто Сонце і планети формувалися подібним чином.Щоправда, ця гіпотеза не пояснює певних відмінностей у хімічному складі планет: Сатурн, наприклад, містить більше важких хімічних елементів, ніж Юпітер, а він, своєю чергою, містить їх більше, ніж Сонце.
Друга гіпотеза (гіпотеза «акреції») полягає в тому, що процес утворення Юпітера, а також Сатурна, відбувався у два етапи. Спочатку протягом кількох десятків мільйонів років ішов процес формування твердих щільних тіл, на кшталт планет земної групи. Потім почався другий етап, коли протягом кількох сотень тисяч років тривав процес акреції газу з первинної протопланетної хмари на ці тіла, що досягнули до того моменту маси кількох мас Землі.
Ще на першому етапі з області Юпітера та Сатурна дисипувала частина газу, що викликало деякі відмінності в хімічному складі цих планет і Сонця. На другому етапі температура зовнішніх шарів Юпітера й Сатурна досягала 5000 °C і 2000 °C відповідно. Уран і Нептун досягли критичної маси, необхідної для початку акреції, набагато пізніше, що вплинуло на їхні маси та хімічний склад.
2004 року Катаріна Лоддерс з Університету Вашингтона висунула гіпотезу про те, що ядро Юпітера складається переважно з деякої органічної речовини, що має склеювальну здатність, що, своєю чергою, вплинуло на захоплення ядром речовини із навколишньої області простору. Утворене в результаті кам'яно-смоляне ядро силою свого тяжіння «захопило» газ із сонячної туманності, сформувавши сучасний Юпітер. Ця ідея вписується в другу гіпотезу про виникнення Юпітера шляхом акреції.

### Майбутнє Юпітера та його супутників
Відомо, що Сонце в результаті поступового зменшення кількості свого термоядерного палива збільшує свою світність приблизно на 11 % кожних 1,1 млрд років, і внаслідок цього його навколозоряна зона, придатна для життя зміститься за межі сучасної земної орбіти, доки не досягне системи Юпітера. Збільшення яскравості Сонця у цей період розігріє супутники Юпітера, уможлививши вивільнення на їхній поверхні рідкої води, а отже, створить умови для підтримання життя. Через 7,59 мільярда років Сонце стане червоним гігантом. Модель показує, що відстань між Сонцем і газовим гігантом зменшиться з 765 до 500 млн км. У таких умовах Юпітер перейде в новий клас планет, що називається «гарячі юпітери».

## Фізичні характеристики
Юпітер — найбільша планета Сонячної системи, газовий гігант. Маса Юпітера, яка дорівнює 1,8986×1027 кг, у 2,47 разів перевищує сумарну масу всіх інших планет Сонячної системи, разом узятих і в 317,8 разів — масу Землі і приблизно в 1000 разів менша за масу Сонця. Через швидке обертання навколо осі Юпітер є помітно деформованим через відцентрову силу і наближено має форму сфероїда. Його екваторіальний радіус дорівнює 71,4 тис. км, що в 11,2 рази перевищує радіус Землі. Натомість полярний радіус дорівнює 66,9 тис. км — в 10,5 разів більший за земний.
Середня густина (1326 кг/м³) приблизно дорівнює густині Сонця і в 4,16 раза поступається густині Землі (5515 кг/м³). Прискорення вільного падіння на «поверхні» Юпітера (за яку зазвичай приймають верхній шар хмар) відповідає значенню в 24,79 м/с², та більш ніж у 2,4 рази перевершує земне. Завдяки своїй масі Юпітер є єдиною планетою, для якої центр мас із Сонцем перебуває поза межами Сонця (на відстані приблизно 7 % сонячного радіуса).
Станом на 2024 рік значний відсоток відомих екзопланет мають фізичні характеристики, наприклад масу й розмір, співставні з Юпітером, тому для зручності значення його маси (MJ) та радіуса (RJ) широко використовуються астрономами, як одиниці вимірювання відповідних характеристик екзопланет. Наприклад, позасонячна планета HD 209458 b має масу 0,69 MJ, тоді як коричневий карлик Gliese 229 b має масу 60,4 MJ.
Юпітер випромінює більше тепла, ніж отримує від сонячного випромінювання, завдяки механізму Кельвіна — Гельмгольца. Цей процес змушує Юпітер зменшуватися приблизно на 1 мм на рік. Під час свого формування Юпітер був гарячішим і мав діаметр приблизно удвічі більше, ніж теперішній.

## Орбіта й обертання
| Рік  | Дата       | Відстань, а. о. |
| ---- | ---------- | --------------- |
| 1951 | 2 жовтня   | 3,94            |
| 1963 | 8 жовтня   | 3,95            |
| 1975 | 13 жовтня  | 3,95            |
| 1987 | 18 жовтня  | 3,96            |
| 1999 | 23 жовтня  | 3,96            |
| 2010 | 21 вересня | 3,95            |
| 2022 | 26 вересня | 3,95            |
| 2034 | 1 жовтня   | 3,95            |
| 2046 | 6 жовтня   | 3,95            |
| 2058 | 11 жовтня  | 3,95            |
| 2070 | 16 жовтня  | 3,95            |

При спостереженні з Землі видима зоряна величина Юпітера може досягати −2,94m під час протистояння. Це робить його третім за яскравістю об'єктом на нічному небі після Місяця та Венери. При найбільшому віддаленні видима величина падає до −1,61m. Відстань між Юпітером і Землею змінюється в межах від 588 до 967 млн км.
Протистояння Юпітера відбуваються з періодом раз на 13 місяців. 2010 року протистояння планети-гіганта припало на 21 вересня. Раз у 12 років відбуваються великі протистояння Юпітера, коли планета перебуває біля перигелію своєї орбіти. У цей проміжок часу його кутовий розмір для спостерігача з Землі досягає 50 кутових секунд, а блиск — яскравіше −2,9m.
Середня відстань між Юпітером і Сонцем становить 778,57 млн км (5,2 а. о.), а період обертання дорівнює 11,86 земних років. Це приблизно дві п'ятих періоду обертання Сатурна, що утворюює орбітальний резонанс 2:5. Ексцентриситет орбіти Юпітера дорівнює 0,0488, що майже втричі перевищує ексцентриситет орбіти Землі. Як наслідок, різниця відстаней до Сонця в перигелії та афелії становить 76 млн км. Втім, такий ексцентриситет є доволі малим порівняно з ексцентриситетами відомих екзопланет, що мають співставні з Юпітером розміри та маси. На основі комп'ютерних моделювань астрономи припускають, що це може бути пов'язано з тим, що в нашій Сонячній системі є лише два газові гіганти, оскільки присутність третього або наступних, як правило, спричиняє появу більших ексцентриситетів. Екваторіальна площина планети близька до площини її орбіти (нахил осі обертання становить 3,13° у порівнянні з 23,45° для Землі), тому на Юпітері не буває зміни пір року.
Головний внесок у збурення руху Юпітера вносить Сатурн. Збурення першого роду — вікове, воно діє на масштабі ~70 тисяч років, змінюючи ексцентриситет орбіти Юпітера від 0,2 до 0,06, а нахил орбіти від ~1° — 2°. Збурення другого роду — резонансне з відношенням, близьким до 2:5 (з точністю до 5 знаків після коми — 2:4,96666).
Обертання Юпітера навколо своєї власної осі відбувається швидше, ніж у будь-якої іншої планети Сонячної системи. Період обертання на екваторі становить 9 год 50 хв 30 с, а на середніх широтах — 9 год 55 хв 40 с. Через швидке обертання екваторіальний радіус Юпітера (71 492 км) більший від полярного (66 854 км) на 6,49 %; таким чином, стиснення планети дорівнює (1:51,4).

## Магнітне поле
Юпітер має найсильніше магнітне поле з-поміж усіх планет Сонячної системи. Воно приблизно в 14 разів сильніше за земне. Магнітне поле Юпітера складається з двох частин: дипольного поля (як поле Землі), що сягає відстані до 1,5 млн км від Юпітера, і недипольного, що займає іншу частину магнітосфери.
Магнітне поле планети має індукцію 4,2 Гс (0,42 мТл) і нахилене на 10° до осі обертання. Припускається, що воно створюється ефектом динамо, що схожий на земний, але в надрах Юпітера провідником струму служить металічний водень.
Форма магнітного поля Юпітера, на відміну від краплеподібної форми магнітного поля Землі, нагадує диск. Доцентрова сила, що діє на плазму, яка обертається, з одного боку і тиск гарячої плазми з іншого розтягують силові лінії магнітного поля, утворюючи на відстані 20 RJ структуру, яка також знана як магнітодиск.

### Магнітосфера
Навколо Юпітера, як і інших планет, що мають магнітне поле, існує магнітосфера — ділянка, у якій взаємодія та поведінка заряджених частинок та плазми визначається магнітним полем планети. Для Юпітера джерелом таких частинок слугують сонячний вітер та супутник Юпітера Іо. Вулкани на Іо викидають достатньо велику кількість діоксиду сульфуру, чиї молекули покидають атмосферу супутника та формують вздовж його орбіти тор. Газ йонізується в магнітосфері Юпітера під дією сонячного випромінювання, виробляючи йони сірки та кисню. Відкритий апаратом «Вояджер-1» тор лежить в площині екватора Юпітера і має радіус в 1 RJ в поперечному перерізі і відстань від центру (в цьому випадку від центру Юпітера) до своєї поверхні в 5,9 RJ.

### Радіаційні пояси
Юпітер має потужні радіаційні пояси. При зближенні з Юпітером «Галілео» отримав дозу радіації, що у 25 разів перевищувала смертельну дозу для людини. Випромінювання радіаційного пояса Юпітера в радіодіапазоні вперше було виявлено 1955 року. Радіовипромінювання має синхротронний характер. Електрони в радіаційних поясах мають величезну енергію, що дорівнює близько 20 МеВ, при цьому зондом «Кассіні» було виявлено, що щільність електронів у радіаційних поясах Юпітера нижча, ніж очікувалося. Потік електронів у радіаційних поясах Юпітера може становити серйозну небезпеку для космічних апаратів через високий ризик пошкодження апаратури радіацією. Радіовипромінювання Юпітера не є строго однорідним і постійним — як по часу, так і по частоті. Середня частота такого випромінювання, за даними досліджень, становить порядку 20 МГц, а увесь діапазон частот — від 5—10 до 39,5 МГц.
Юпітер оточений іоносферою протяжністю 3000 км.

### Полярні сяйва

Структура полярних сяйв на Юпітері: показано основне кільце, полярне випромінювання та плями, що виникли як результат взаємодії з природними супутниками Юпітера.

Юпітер має яскраві стійкі полярні сяйва навколо обидвох полюсів. На відміну від таких на Землі, що з'являються в періоди підвищеної сонячної активності, полярні сяйва Юпітера є постійними, хоча їхня інтенсивність змінюється. Вони складаються з трьох головних компонентів: основна та найяскравіша область порівняно невелика (менше ніж 1000 км у ширину), розташована приблизно на 16° від магнітних полюсів; гарячі плями — сліди магнітних силових ліній, що сполучають іоносфери супутників з іоносферою Юпітера, та області короткочасних викидів, розташованих всередині основного кільця. Викиди полярних сяйв були виявлені майже у всіх частинах електромагнітного спектра від радіохвиль до рентгенівських променів (до 3 кеВ), однак вони найяскравіші в середньому інфрачервоному діапазоні (довжина хвилі 3—4 мкм і 7—14 мкм) та глибокій ультрафіолетовій області спектра (довжина хвилі 80—180 нм).
Положення основних полярних кілець стійке, як і їхня форма. Однак їхнє випромінювання сильно модулюється тиском сонячного вітру — чим сильніший вітер, тим слабші полярні сяйва. Стабільність сяйв підтримується великим притоком електронів, прискорюваних за рахунок різниці потенціалів між іоносферою та магнітодиском. Ці електрони породжують струм, який підтримує синхронність обертання в магнітодиску. Енергія цих електронів 10 — 100 кеВ; проникаючи глибоко всередину атмосфери, вони іонізують та збуджують молекулярний водень, викликаючи ультрафіолетове випромінювання. Крім того, вони розігрівають іоносферу, чим пояснюється сильне інфрачервоне випромінювання полярних сяйв і частково нагрівання термосфери.
Гарячі плями пов'язані з трьома галілеєвими супутниками: Іо, Європою та Ганімедом. Вони виникають через те, що плазма, яка обертається, сповільнюється поблизу супутників. Найяскравіші плями належать Іо, оскільки цей супутник є головним поставником плазми, плями Європи та Ганімеда набагато слабші. Яскраві плями всередині основних кілець, які з'являються час від часу, ймовірно, пов'язані з взаємодією магнітосфери та сонячного вітру.
2016 року вчені фіксували найяскравіше полярне сяйво на Юпітері за увесь час спостережень.

### Велика рентгенівська пляма

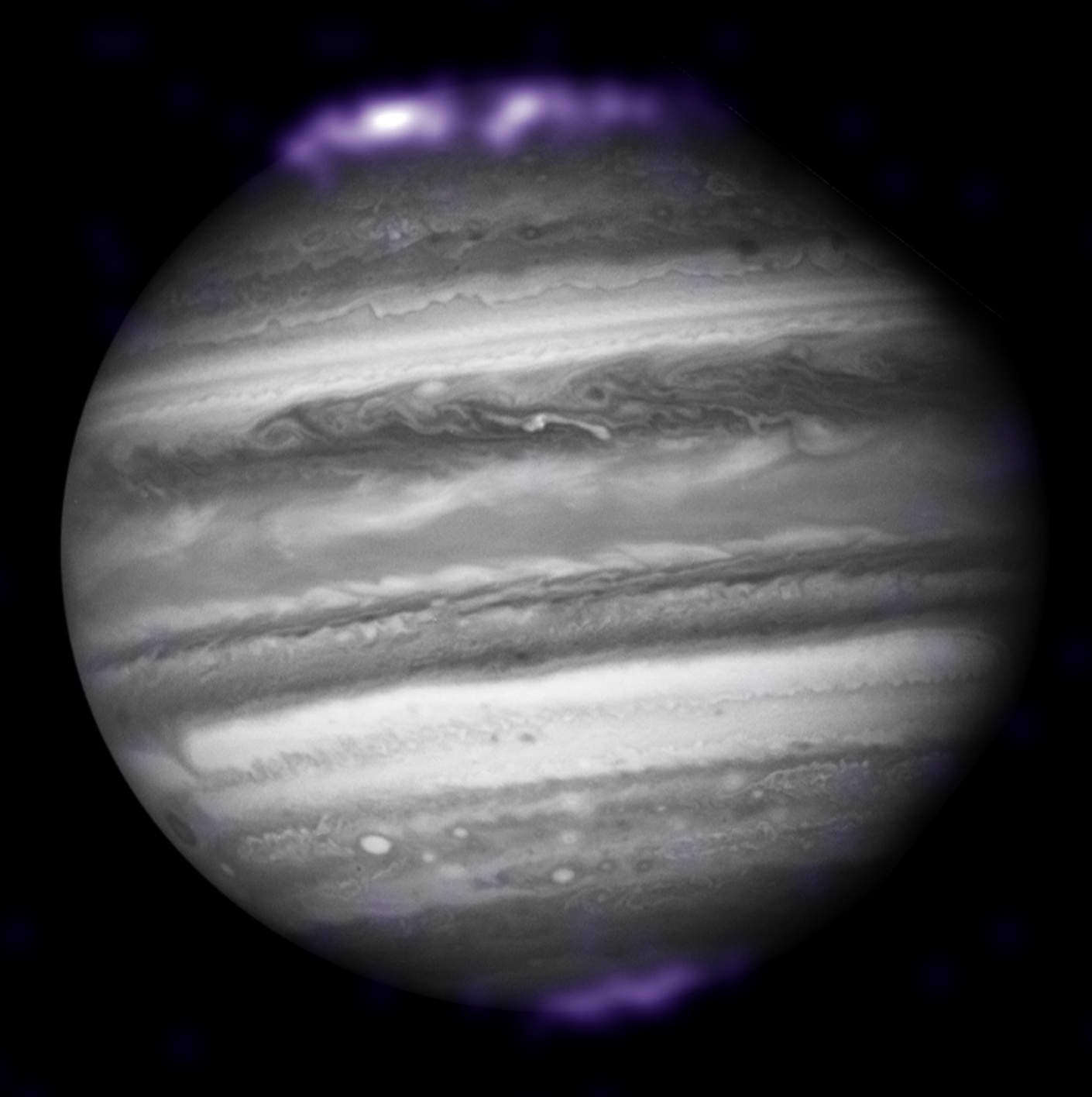
Комбіноване фото Юпітера з телескопа «Габбл» і з рентгенівського телескопа «Чандра» — лютий 2007 року

Орбітальним телескопом «Чандра» у грудні 2000 року на полюсах Юпітера (переважно на північному полюсі) було виявлено джерело пульсуючого рентгенівського випромінювання, назване Великою рентгенівською плямою. 2021 року виявлено, що поява плями спричинена синхротронним випромінюванням.

## Внутрішня будова
Під час формування Сонячної системи об'єднаний гравітацією газ і пил утворили газовий гігант Юпітер. Планета складається з тих самих елементів що і зорі, але вона не стала достатньо масивною, щоб спалахнути. Як газовий гігант, Юпітер не має твердої поверхні.

Будова Юпітера та його кілець

Внутрішню будову Юпітера можна зобразити у вигляді оболонок із густиною, що зростає в напрямку до центра планети. На дні атмосфери завтовшки 1500 км розташований шар газорідкого водню завтовшки близько 7000 км. На рівні 0,88 радіуса планети, де тиск становить 0,69 Мбар, а температура — 6200 °C, водень переходить у рідкомолекулярний стан і ще через 8000 км — у рідкий металевий стан. Поряд із воднем і гелієм шари містять невелику кількість важких елементів. Внутрішнє ядро діаметром 25000 км — металосилікатне, із часткою води, аміаку й метану, оточене гелієм. Температура в центрі становить 23 000 градусів, а тиск — 50 Мбар.

### Хімічний склад
| Поширеність елементів у співвідношенні з воднем на Юпітері та Сонці | Поширеність елементів у співвідношенні з воднем на Юпітері та Сонці | Поширеність елементів у співвідношенні з воднем на Юпітері та Сонці | Поширеність елементів у співвідношенні з воднем на Юпітері та Сонці |
| ------------------------------------------------------------------- | ------------------------------------------------------------------- | ------------------------------------------------------------------- | ------------------------------------------------------------------- |
| Елемент                                                             | Сонце                                                               | Юпітер/Сонце                                                        |                                                                     |
| He/H                                                                | 0,0975                                                              | 0,807 ± 0,02                                                        |                                                                     |
| Ne/H                                                                | 1,23× 10−4                                                          | 0,10 ± 0,01                                                         |                                                                     |
| Ar/H                                                                | 3,62× 10−6                                                          | 2,5 ± 0,5                                                           |                                                                     |
| Kr/H                                                                | 1,61× 10−9                                                          | 2,7 ± 0,5                                                           |                                                                     |
| Xe/H                                                                | 1,68× 10−10                                                         | 2,6 ± 0,5                                                           |                                                                     |
| C/H                                                                 | 3,62× 10−4                                                          | 2,9 ± 0,5                                                           |                                                                     |
| N/H                                                                 | 1,12× 10−4                                                          | 3,6 ± 0,5 (8 бар) 3,2 ± 1,4 (9—12 бар)                              |                                                                     |
| O/H                                                                 | 8,51× 10−4                                                          | 0,033 ± 0,015 (12 бар) 0,19—0,58 (19 бар)                           |                                                                     |
| P /H                                                                | 3,73× 10−7                                                          | 0,82                                                                |                                                                     |
| S/H                                                                 | 1,62× 10−45                                                         | 2,5 ± 0,15                                                          |                                                                     |

Хімічний склад внутрішніх шарів Юпітера неможливо визначити сучасними методами спостережень, однак багато елементів у зовнішніх шарах атмосфери відомі з відносно високою точністю, оскільки зовнішні шари безпосередньо досліджувалися спускним апаратом «Галілео», який був спущений в атмосферу 7 грудня 1995 року. Два основних компоненти атмосфери Юпітера — молекулярний водень і гелій. Атмосфера містить також немало таких сполук, як вода, метан (CH4), сірководень (H2S), аміак (NH3) і фосфін (PH3). Їхня кількість у глибокій (нижче 10 бар) тропосфері передбачає, що атмосфера Юпітера багата вуглецем, азотом, сіркою і, можливо, киснем. Їхні концентрації (відносно водню) більші, ніж на Сонці, у 2—4 рази.
Концентрація інертних газів — аргону, криптону та ксенону — перевищує їхню кількість на Сонці (див. таблицю), а концентрація неону явно менша. Наявна незначна кількість простих вуглеводнів: етану, ацетилену та діацетилену, — які формуються під дією сонячної ультрафіолетової радіації та заряджених частинок, що прибувають із магнітосфери Юпітера. Діоксид вуглецю, монооксид вуглецю та вода у верхній частині атмосфери, ймовірно, наявні завдяки зіткненню з атмосферою Юпітера комет, таких, наприклад, як комета Шумейкерів — Леві 9. Вода не може прибувати із тропосфери, тому що тропопауза, яка діє як холодна пастка, ефективно перешкоджає підняттю води до рівня стратосфери.
Червонуваті варіації кольору Юпітера можуть пояснюватися наявністю сполук фосфору (червоний фосфор), сірки, вуглецю і, можливо, органіки, що виникає завдяки електричним розрядам в атмосфері. В експерименті, який симулює нижні шари атмосфери, що його виконав Карл Саган, у середовищі коричнуватих толінів було виявлено 4-кільцевий хризен, а переважаючими для цієї суміші є поліциклічні ароматичні вуглеводні з 4 і більше бензольними кільцями, рідше з меншою кількістю кілець.

## Атмосфера
Атмосфера Юпітера воднево-гелієва (співвідношення цих газів за обсягом: 89 % водню й 11 % гелію). Атмосфера планети простягається на глибину приблизно 3000 км нижче від шару хмар. Відповідно до безпосередніх вимірювань апарата «Галілео», верхній рівень непрозорих хмар характеризувався тиском в 1 атмосферу й температурою −107 °C; на глибині 146 км — 22 атмосфери, +153 ° C. Через відсутність у планети твердої поверхні атмосферні вихори на Юпітері можуть існувати дуже довго, а швидкість вітрів може сягати близько 540 км/год.

### Хмари та блискавки
У центрі вихору тиск виявляється вищим, ніж у навколишньому районі, а самі урагани оточені збуреннями з низьким тиском. За знімками, зробленими космічними зондами «Вояджер-1» і «Вояджер-2», було встановлено, що у центрі таких вихорів спостерігаються колосальні за розмірами спалахи блискавок протяжністю в тисячі кілометрів. Потужність блискавок на три порядки перевищує земні. Хмари розташовані в тропопаузі (в шарі атмосфери), де утворюють смуги на різних широтах, знані як тропічні регіони. Шар хмар в товщину становить приблизно 50 км і складається щонайменше з двох областей, що містять хмари аміаку: тонкої, прозорішої області зверху та товстішого нижнього прошарку. Під хмарами аміаку ймовірно може бути тонкий шар водяних хмар, про що свідчать спалахи блискавок, виявлені в атмосфері Юпітера. Ці електричні розряди можуть бути в тисячу разів потужнішими, ніж середньостатистичні блискавки на Землі. Завдяки місії «Юнона» у верхніх шарах атмосфери Юпітера були виявлені відповідні блискавки, що характеризувалися яскравими спалахами світла, які тривали приблизно 1,4 мілісекунди та виглядали блакитними або рожевими через наявність водню у атмосфері планети.
Помаранчевий і коричневий кольори в хмарах Юпітера спричинені вмістом сполук, які змінюють колір під впливом ультрафіолетового випромінювання Сонця. Точний їх склад залишається невідомим, але вважається, що речовини складаються з фосфору, сірки або, можливо, вуглеводних сполук.
Нахил осі обертання Юпітера невеликий, завдяки чому полюси завжди отримують менше сонячної радіації, ніж екваторіальна область планети. Конвекція всередині планети транспортує енергію до полюсів, врівноважуючи температуру в шарі хмар.

### Атмосферні явища

#### Рух атмосфери

Анімація обертання Юпітера, зроблена за фотографіями з «Вояджера-1», 1979 рік

Швидкість вітрів на Юпітері може перевищувати 600 км/год. На відміну від Землі, де циркуляція атмосфери відбувається через різницю сонячного нагрівання в екваторіальних і полярних областях, на Юпітері вплив сонячної радіації на температурну циркуляцію незначний; головними рушійними силами є потоки тепла, що йдуть із центра планети, та енергія, що виділяється при швидкому русі Юпітера навколо власної осі. Більш точно швидкість вітру в екваторіальному потоці на Юпітері, який склав 515 км/год, вдалося визначити тільки в 2023 році за допомогою космічного телескопа імені Джеймса Вебба.
Ще за наземними спостереженнями астрономи розділили пояси та зони в атмосфері Юпітера на екваторіальні, тропічні, помірні й полярні. Нагріті маси газів, що підіймаються із глибин атмосфери в зонах під дією значних на Юпітері коріолісових сил витягуються вздовж паралелей планети, причому протилежні краї зон рухаються назустріч один одному. На границях зон і поясів (області низхідних потоків) існує сильна турбулентність. На північ від екватора потоки в зонах, направлені на північ, відхиляються коріолісовими силами на схід, а направлені на південь — на захід. У південній півкулі — відповідно, навпаки. Схожу структуру на Землі мають пасати.
Над північним полюсом планети зафіксовані густі купчасті вихори та хмари.

#### Пояси та смуги
Характерною особливістю поверхні Юпітера є його смуги. Існує ряд гіпотез, що пояснюють їхнє походження. Так, за однією з версій, смуги виникали в результаті явища конвекції в атмосфері планети-гіганта — за рахунок підігрівання і, як наслідок, підняття одних шарів і охолодження й опускання вниз інших. 2010 року вчені висунули гіпотезу, згідно з якою смуги на Юпітері виникли в результаті дії його супутників. Вважається, що під дією тяжіння супутників на Юпітері сформувалися своєрідні «стовпи» речовини, які, обертаючись, і сформували смуги.
Дані космічного апарата «Юнона» показали, що смуги та пояси простягаються вглиб планети на більше ніж 1600 км та містять таку масу газу, що еквівалентна трьом масам Землі.
Влітку 2007 року телескоп «Габбл» зафіксував різкі зміни в атмосфері Юпітера. Окремі зони в атмосфері на північ і на південь від екватора перетворилися в пояси, а пояси — в зони. При цьому змінилися не лише форми атмосферних утворень, але і їхній колір.
Темно-помаранчеві смуги називаються поясами, а світліші смуги — зонами, і вони рухаються у протилежних напрямках, на схід і захід відповідно, що зумовлюється вітрами на планеті. «Юнона» виявила, що ці вітри досягають глибини в приблизно 3200 км. Ці вітри також називають струменевими потоками (англ. jet stream). Вчені все ще вагаються щодо походження і формування цих вітрів. Однак інформація, зібрана «Юноною», дає одну можливу підказку щодо розуміння цього процесу: було виявлено потоки аміаку між шарами атмосфери, розташованими на різній глибині, причому їх розподіл корелює із напрямком спостережуваних потоків.
Влітку 2007 року телескоп «Габбл» зафіксував різкі зміни в атмосфері Юпітера. Окремі зони в атмосфері на північ і на південь від екватора перетворилися в пояси, а пояси — у зони. При цьому змінилися не лише форми атмосферних утворень, але і їхній колір. 9 травня 2010 року астроном-аматор Ентоні Веслі (англ. Anthony Wesley, також див. нижче) виявив, що з поверхні планети раптово зникло одне з найпомітніших і найстабільніших у часі утворень — Південний екваторіальний пояс. Саме на широті Південного екваторіального поясу розташована Велика червона пляма. Причиною раптового зникнення Південного екваторіального поясу Юпітера вважається поява над ним шару світліших хмар, які приховують смугу темних хмар. За даними досліджень, виконаних телескопом «Габбл», було зроблено висновок, що пояс не зник, а лише виявився прихований під шаром хмар, які складаються з аміаку.
Розташування смуг, їхні ширини, швидкості обертання, турбулентність і яскравість періодично змінюються. У кожній смузі розвивається свій цикл із періодом приблизно в 3—6 роки. Спостерігаються і глобальні коливання з періодом 11—13 років. Чисельний експеримент дає підстави вважати цю змінність подібною до явища циклу індексу, що спостерігається на Землі.

#### Велика червона пляма

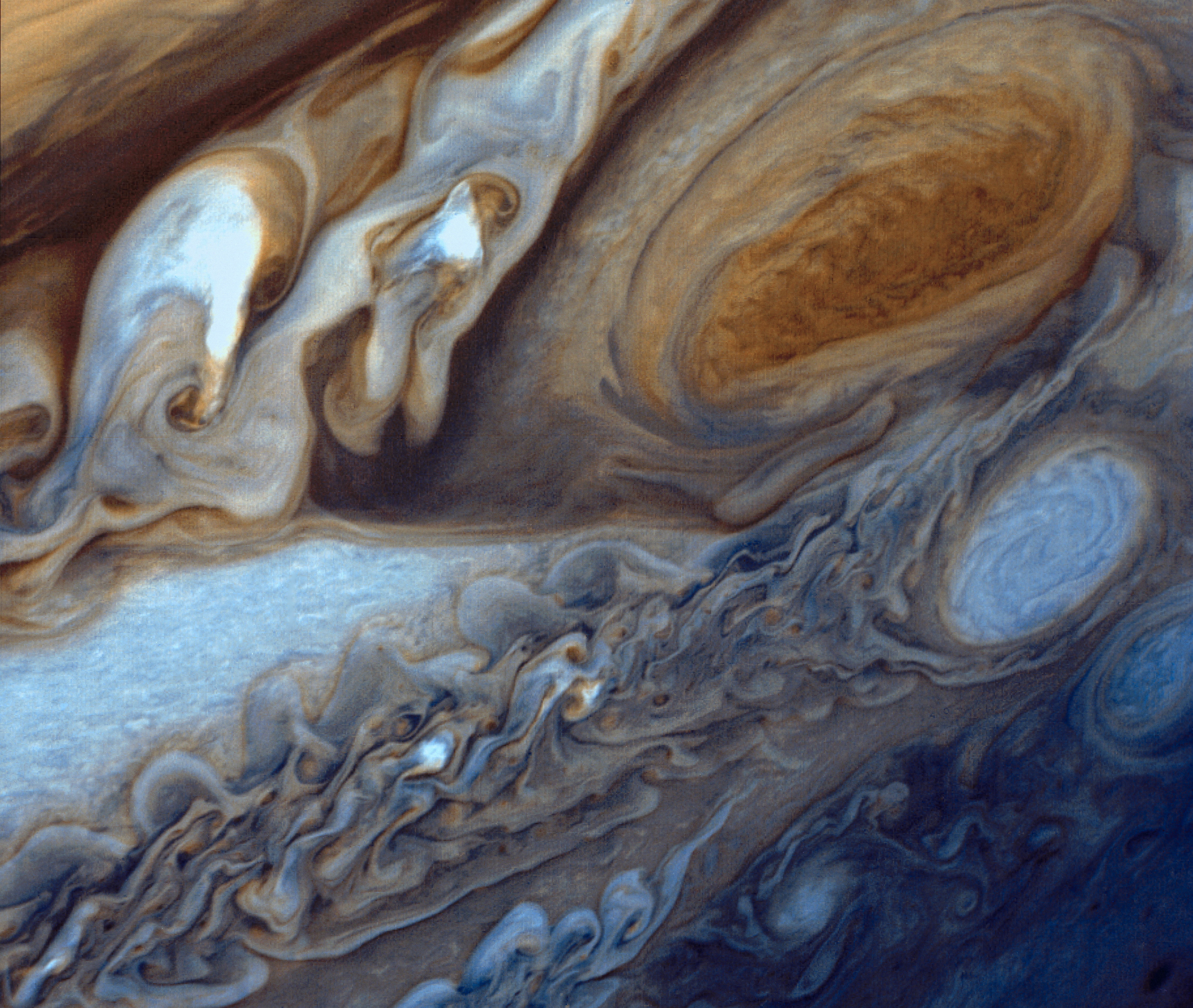
Велика червона пляма у штучних кольорах (фото «Вояджера-1»), 1979 рік

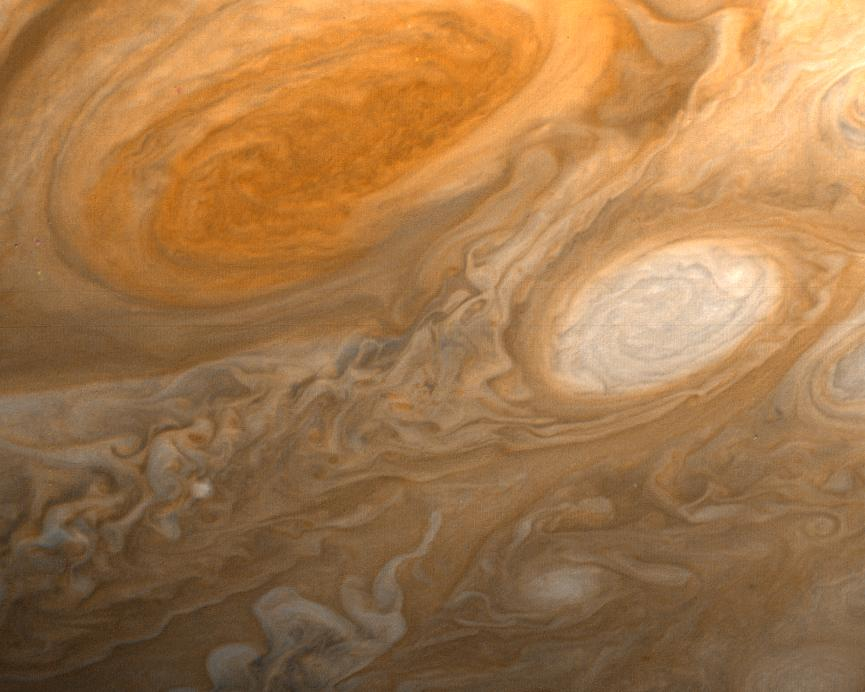
Велика червона пляма Юпітера, 1 березня 1979 року (фото «Вояджера-1»)

Велика червона пляма — овальний антициклонний вихор зі змінними розмірами, розташований у південній тропічній зоні у 22° від екватору. Вперше спостерігалася у 1831 році, і, можливо, раніше — у 1665. Це довготривалий вільний вихор (антициклон) в атмосфері Юпітера, що робить повний оберт за 6 земних діб. Максимальна висота цього шторму — 8 км над верхнім шаром хмар. Станом на 2000 рік «пляма» мала розміри 15 × 30 тис. км, а сто років перед цим спостерігачі відзначали удвічі більші розміри. Іноді вона буває не дуже чітко видимою. Станом на 2016 рік хімічний склад плями та походження її червоного кольору залишаються точно не відомими, хоча ймовірним поясненням є реакція фотодисоційованого аміаку з ацетиленом.
Завдяки дослідженням, виконаним наприкінці 2000 року зондом «Кассіні», було з'ясовано, що Велика червона пляма пов'язана з низхідними потоками (вертикальна циркуляція атмосферних мас). Хмари тут розташовані вище, а температура їх нижча, ніж в інших областях. Колір хмар залежить від висоти: сині структури — найвищі, під ними лежать коричневі, потім білі. Червоні структури — найнижчі.
1938 року було зафіксовано формування й розвиток трьох великих білих овалів поблизу 30° південної широти. Цей процес супроводжувався одночасним формуванням ще кількох маленьких білих овалів — вихорів. Це підтверджує, що Велика червона пляма є найпотужнішим із юпітеріанських вихорів. Історичні записи не виявляють подібних довгоживучих систем у середніх північних широтах планети. Спостерігалися великі темні овали поблизу 15° північної широти, але, мабуть, необхідні умови для виникнення вихорів і наступного їх перетворення у стійкі системи, подібні до Червоної плями, існують лише у південній півкулі. Велика червона пляма має розміри більші за Землю. На основі математичних моделей деякі науковці припускають, що антициклонний шторм є стабільним і буде постійною ознакою планети. Однак, з моменту відкриття він значно зменшився в розмірах, що підтверджується спостереженнями. Початкові спостереження наприкінці 1800-х років показали, що діаметр плями становить приблизно 41 000 км. 1979 року, до моменту прольоту «Вояджера» шторм мав довжину 23 300 км і ширину приблизно 13 000 км. Спостереження телескопу «Габбл» в 1995 році показали, що розмір зменшився до 20 950 км, а спостереження в 2009 році показали розмір рівний 17 910 км. Станом на 2015 рік розмір плями становив приблизно 16 500 на 10 940 км, і зменшувався в довжині приблизно на 930 км на рік. У жовтні 2021 року космічний апарат «Юнона» виміряв глибину Великої червоної плями, і встановив, що вона становить приблизно 300—500 кілометрам. Зафіксовано зменшення червоної плями: його помітили в 1920 році, а з 2012 року зменшення бурі прискорилось.
Дані місії «Юнона» показують, що на полюсах Юпітера є кілька груп полярних циклонів. Північна група містить дев'ять циклонів, з одним великим у центрі та вісьмома навколо нього, тоді як її південна група також складається з центрального вихору, але він оточений п'ятьма великими штормами та одним меншим, тобто загалом друга група містить 7 штормів.

#### Мала червона пляма

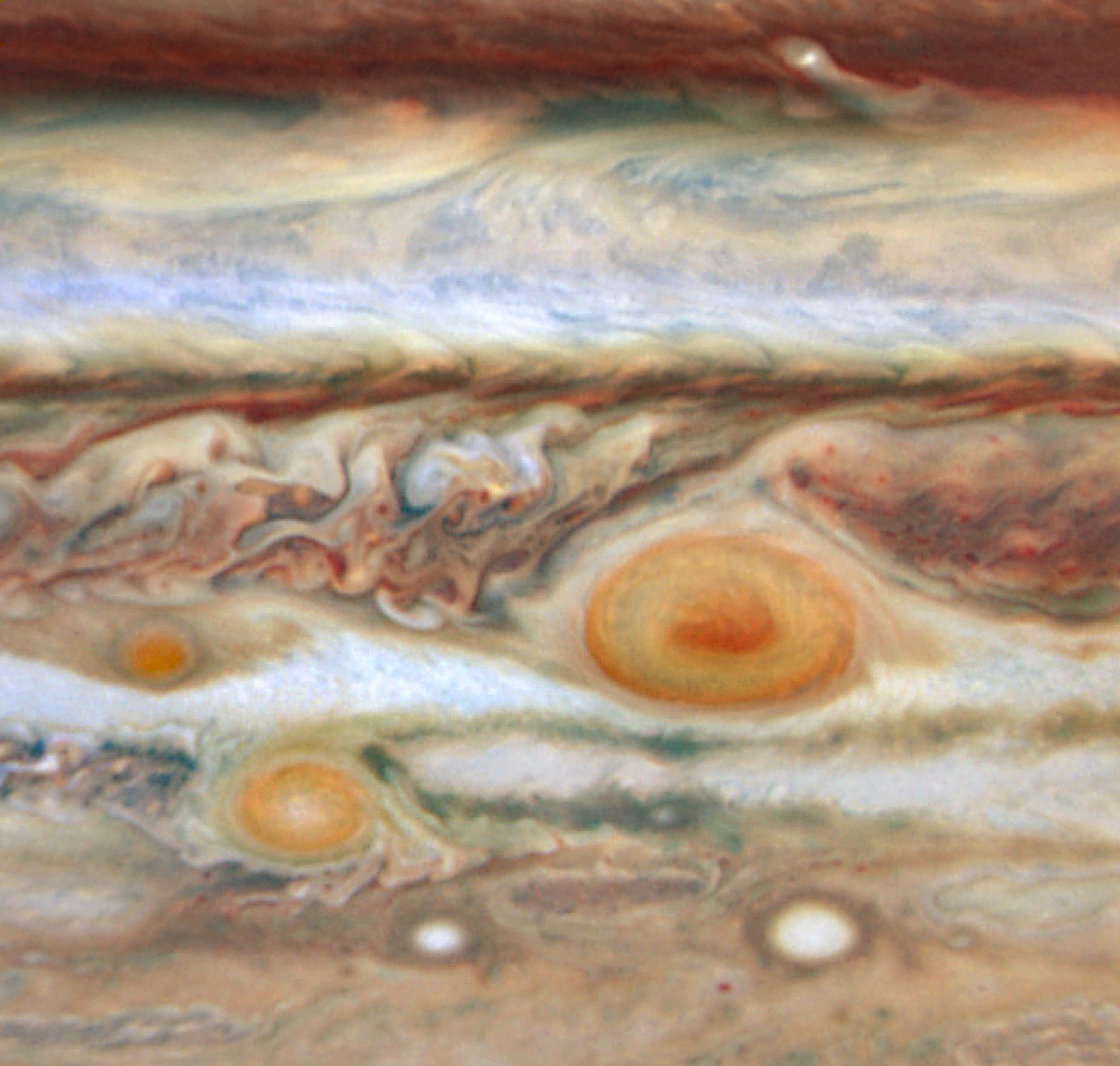
Велика червона пляма та Мала червона пляма у травні 2008 на фотографії, зробленій телескопом «Габбл»

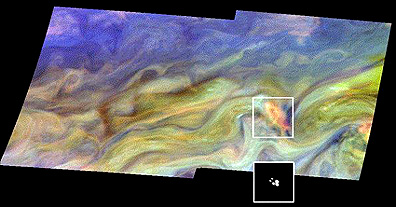
Блискавки (яскраві спалахи в нижньому квадраті), пов'язані зі штормом на Юпітері

У 1939—1941 роках на Юпітері сформувалися три білі вихори, які у 1998—2000 роках об'єдналися в один овал, подібний до Великої червоної плями, але меншого розміру. Наприкінці 2005 року цей овал, який назвали Овалом ВА (англ. Oval BA), почав змінювати свій колір, набуваючи зрештою червоного забарвлення, за що отримав нову назву — Мала червона пляма. У червні-липні 2008 року Мала червона пляма зіткнулася зі своєю старшою «сестрою» — Великою червоною плямою. Однак це не мало якогось суттєвого впливу на обидва вихори — зіткнення відбулося по дотичній. Зіткнення було передбачене ще у першій половині 2006 року. 

#### Гарячі тіні від супутників
Ще одним явищем, пояснення якому станом на 2024 рік не знайдено, є «гарячі тіні» на поверхні Юпітера від його супутників. Згідно з даними радіовимірювань, виконаних у 1960-х роках, в місцях, де на Юпітер падають тіні від його супутників, температура помітно зростає, а не знижується, як можна було б очікувати.

## Супутники та кільця

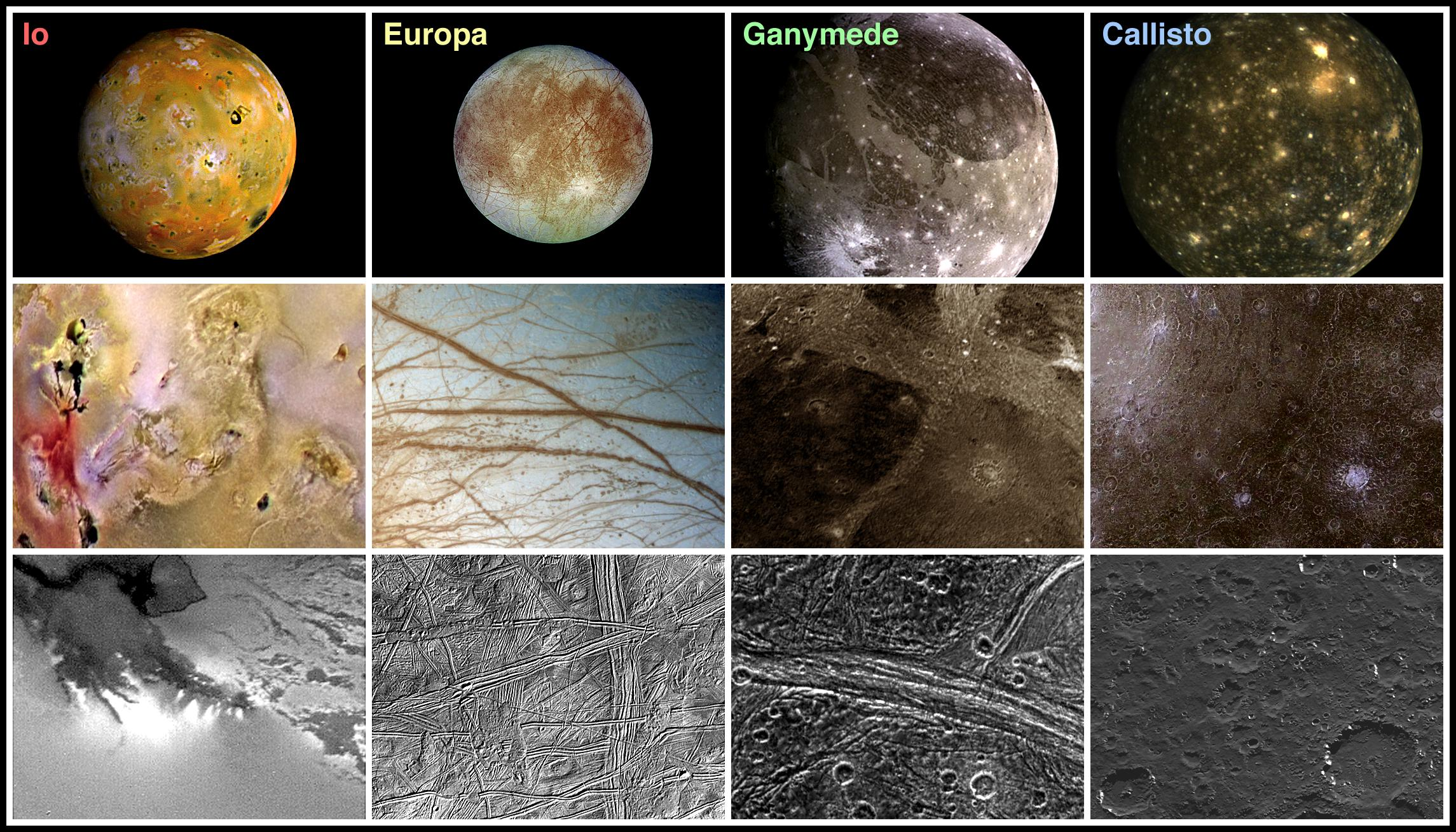
Галілеєві супутники Юпітера: Іо, Європа, Ганімед, Каллісто та їхні поверхні.

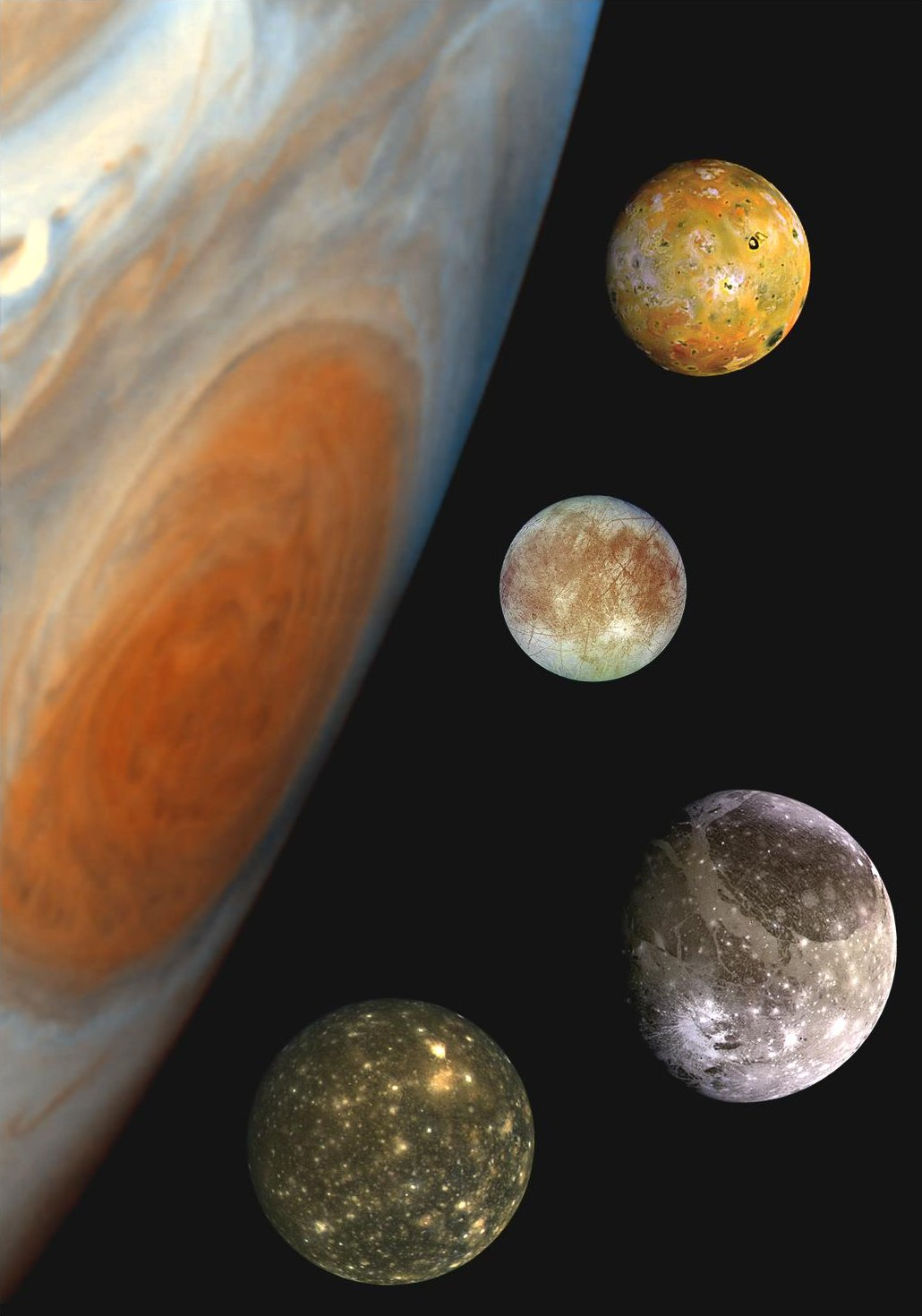
Галілеєві супутники Юпітера: Іо, Європа, Ганімед і Каллісто.

Станом на травень 2023 року кількість супутників Юпітера, що отримали офіційні позначення від Міжнародного астрономічного союзу, становить 95.
Супутники Юпітера можна розділити на декілька груп. Внутрішні супутники обертаються майже круговими орбітами, що лежать практично в площині екватора планети. Чотири найближчих до планети супутника — Адрастея, Метида, Амальтея і Теба — мають діаметр від 40 до 270 км, перебувають на відстані 1—3 радіуси Юпітера й наближаються до межі Роша. Чотири найбільші супутники, також знані як галілеєві супутники — Ганімед, Калісто, Іо та Європа були помічені ще у 1610 році Галілео Галілеєм та Симоном Маріусом, але перший швидше повідомив про своє відкриття.
Зовнішня група складається з маленьких (діаметром від 10 до 180 км) супутників, що рухаються витягнутими й дуже нахиленими до екватора Юпітера орбітами.
12 супутників Юпітера було відкрито 2018 року за допомогою наземних телескопів нового покоління групою астрономів з Гавайського астрономічного інституту.
До 2023 року за кількістю відомих супутників Юпітер переганяв Сатурн, однак чисельність відомих супутників у останнього зросла до 146.

### Галілеєві супутники
Відкриті Галілеєм супутники — Іо, Європа, Ганімед і Каллісто — є одними з найбільших у Сонячній системі. Орбіти Іо, Європи та Ганімеда утворюють схему, відому як орбітальний резонанс 4:2:1: на кожні чотири оберти Іо навколо Юпітера приходиться рівно два оберти Європи та один оберт Ганімеда. Такий резонанс викликає гравітаційні ефекти, через які орбіти цих трьох супутників спотворюються до еліптичних форм, але з іншого боку, припливні сили Юпітера діють на їхні орбіти таким чином, що спричиняють зміну їх форми на більш округлу.

#### Європа
Європа — четвертий за розміром супутник Юпітера. За відстанню до планети вона посідає шосте місце. Європа представляє великий інтерес через потенціальну наявність підземного океану із солоної води. Ймовірно, океан знаходиться під товщею льоду, товщина якого оцінюється в 15—25 км, коли глибина океану — в 60—150 км. За деякими даними, океан простягається вглиб на 90 км, а його об'єм перевищує об'єм земного Світового океану. Незважаючи на те, що докази існування внутрішнього океану є достатньо переконливими, його присутність має бути підтверджена місією Europa Clipper, запущеною 14 жовтня 2024 року. Європа вкрита крижаним панцирем, перетятим тріщинами. На кризі є червонувато-коричневий матеріал, склад якого достеменно невідомий, але, ймовірно, містить солі та сполуки сірки, які були змішані з водяним льодом і змінені радіацією. Існують припущення, що в океані Європи можливе життя.

#### Іо

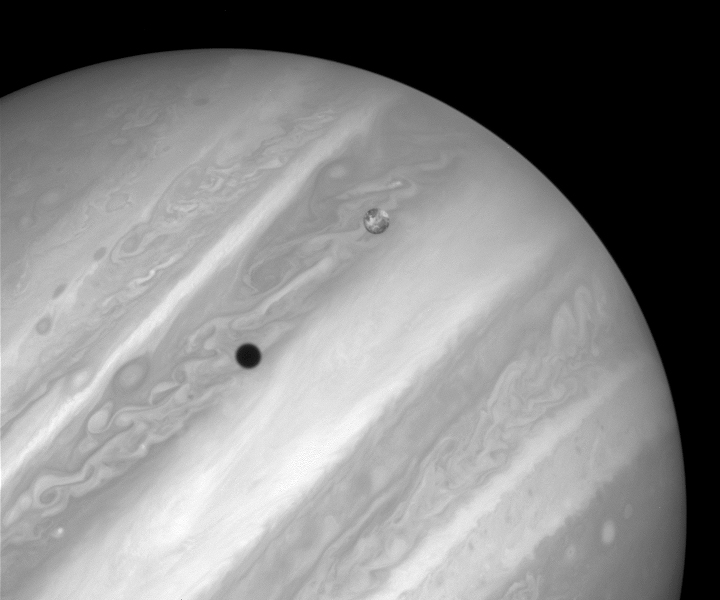
Проходження супутника Іо перед Юпітером, 24 липня 1996 року, телескоп «Габбл»

Вулканічна активність Іо, КА «Нові обрії», 1 березня 2007 року

Іо є третім за розмірами з галілеєвих супутників Юпітера та п'ятим за наближенням до планети. На супутнику діють потужні вулкани, що вивергають, серед іншого, сірку та її сполуки. Існування життя на Іо малоймовірне через великий вміст сполук сірки та відсутність води. Поверхня Іо яскраво-жовта з коричневими, червоними та темно-жовтими плямами. Ці плями — продукт вивержень вулканів Іо, а їхній колір залежить від температури.

#### Ганімед
Ганімед є найбільшим супутником не тільки Юпітера, а й усієї Сонячної системи. Він більший за Меркурій та Плутон. Космічний апарат «Галілео» у 1996 році виявив, що супутник має власне магнітне поле, що робить його єдиним супутником Сонячної системи з такою характеристикою. Магнітне поле спричиняє появу на Ганімеді полярних сяйв. Крім того, цей супутник, ймовірно, має підземний солоний океан, де води може бути більше, ніж на земній поверхні: такі дані отримав телескоп «Габбл» у 2015 році

#### Каллісто
Каллісто — це другий за розміром супутник Юпітера та третій за розміром супутник у всій Сонячній системі. Також Каллісто є рекордсменом за щільністю кратерів, розташованих на його поверхні, з-посеред усіх об'єктів Сонячної системи. Супутник має льодяну поверхню та є ще одним з потенціальних кандидатів на появу життя на своїй поверхні — припускається, що Каллісто також має підземний океан, що розташований глибоко під товщею льоду.

### Малі супутники
Інші супутники набагато менші і є скельними тілами неправильної форми. Серед них є такі, що обертаються у зворотний бік. Окремо виділяють групу чотирьох супутників, що обертаються всередині орбіти Іо — Амальтея, Метіда, Адрастея та Теба. Усі вони мають діаметр менше 200 км, радіус орбіти менше 200 000 км і нахил орбіти менше від половини градуса. З їхньої сукупності найбільший інтерес представляє Амальтея — вона є найбільшим супутником серед своєї групи, та є одним із найчервоніших об'єктів Сонячної системи і, ймовірно, виділяє більше тепла, ніж отримує від Сонця. Припускається, що це може бути зумовлено впливом заряджених частинок з магнітосфери Юпітера.
Метіда та Адрастея — найближчі до Юпітера супутники, що за значенням радіусу з-поміж своєї групи посідають третє (21,5 км) та четверте (8,2 км) місця відповідно. Однією з їх особливостей також є переважання їх орбітального періоду відносно Юпітера (приблизно 7 годин), над періодом обертання Юпітера навколо власної осі, що у майбутньому, вірогідно, спричинить їх зіткнення із планетою.

### Супутники зі зворотним обертанням
Юпітер має три групи супутників, що характеризуються ретроградним рухом (зворотнім обертанням): це групи Ананке, Карме та Пасіфе. Група супутників Ананке із ретроградною орбітою має досить нечіткі межі, в середньому 21 276 000 км від Юпітера із середнім нахилом орбіти в 149 градусів. Група Карме — це щільне скупчення супутників, які в середньому знаходяться на відстані 23 404 000 км від Юпітера із середнім нахилом 165 градусів. Група Пасіфе є розсіяною і нечітко вираженою ретроградною групою, яка охоплює всі супутники, розташовані найдальше від Юпітера

### Тимчасові супутники
Іноді деякі комети стають тимчасовими супутниками Юпітера. Так, зокрема, комета Кусіди — Мурамацу з 1949 по 1961 рік була супутником Юпітера, здійснивши за цей час навколо планети два оберти.

### Кільця
Юпітер має слабку систему планетарних кілець, що складається з трьох основних сегментів: внутрішнього тора частинок, відомого як гало, відносно яскравого головного кільця та зовнішнього павутинного кільця. Головне кільце простягається на відстань 122 500—129 230 км від центру Юпітера, всередині переходить в тороїдне гало, а ззовні контактує з павутинним. Ймовірним варіантом складу кілець є пил, тоді як кільця Сатурна складаються з льоду. Головне кільце, найімовірніше, містить матеріал, який був викинутий із супутників Адрастеї та Метіди, та який притягується до Юпітера через сильний гравітаційний вплив планети. Вважається, що подібним чином супутники Теба і Амальтея створюють два різних компоненти для павутинного кільця. Ймовірно, існує четверте кільце, яке може складатися з уламків Амальтеї, які унаслідок зіткнень розташовані вздовж її ж орбіти.

### Троянські астероїди

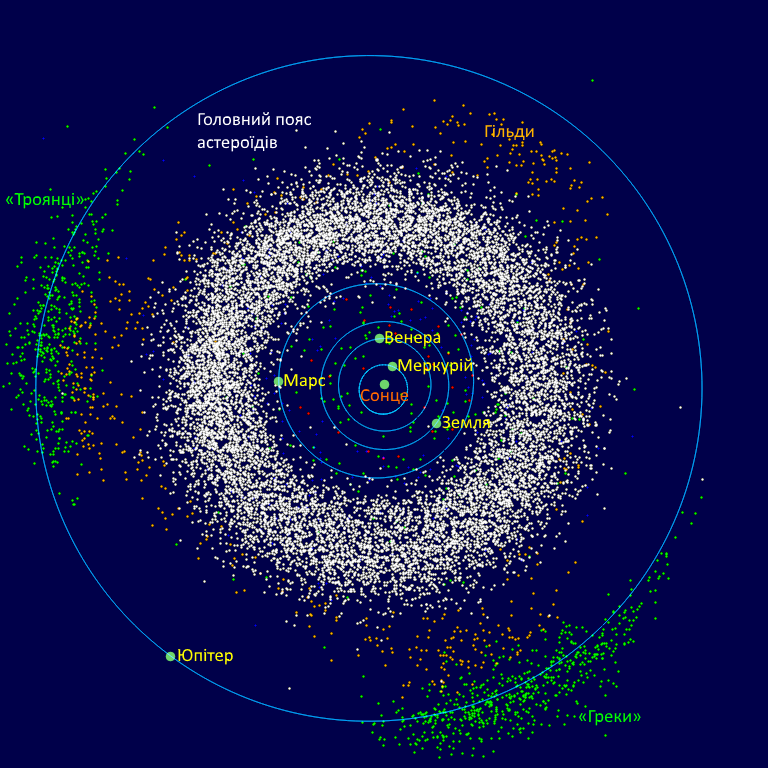
Головний пояс астероїдів (білий) і троянські астероїди Юпітера (зелені)

Троянські астероїди — група астероїдів, розташованих у районі точок Лагранжа L4 і L5 Юпітера. Астероїди перебувають із Юпітером в орбітальному резонансі 1:1 і рухаються разом із ним по орбіті навколо Сонця. При цьому існує традиція називати об'єкти, розташовані біля точки L4, іменами грецьких героїв, а біля L5 — троянських. Всього станом на березень 2017 року було відкрито 6510 таких об'єктів (4184 у точці L4 та 2326 у точці L5).
Існує дві теорії, що пояснюють походження троянців. Перша стверджує, що вони виникли на кінцевому етапі формування Юпітера (розглядається акреціювальний варіант). Разом із речовиною були захоплені планетезималі, на які також відбувалася акреція, а оскільки механізм був ефективним, то половина з них опинилася в гравітаційній пастці. Недоліки цієї теорії: кількість об'єктів, що виникли таким способом, на чотири порядки більша від спостережуваної, і вони мають набагато більший нахил орбіти.
Друга теорія — динамічна. Через 300—500 млн років після формування Сонячної системи Юпітер і Сатурн проходили через резонанс 1:2. Це призвело до перебудови орбіт: Нептун, Плутон і Сатурн збільшили радіус орбіти, а Юпітер зменшив. Це вплинуло на гравітаційну стійкість поясу Койпера, і частина астероїдів із нього «переселилася» на орбіту Юпітера. Одночасно з цим були зруйновані всі початкові троянці, якщо такі були.
Подальша доля троянців невідома. Ряд слабких резонансів Юпітера й Сатурна змусить їх хаотично рухатися, але яка буде ця сила хаотичного руху та чи будуть вони викинуті зі своєї сучасної орбіти, важко сказати. Крім цього, зіткнення між собою повільно, але невпинно зменшує кількість троянців. Якісь фрагменти можуть стати супутниками, а якісь — кометами.

## Зіткнення небесних тіл із Юпітером
Юпітер виконує важливу роль для внутрішньої частини Сонячної системи. Астрономи припускають, що за відсутності Юпітера періоди масового вимирання виникали б значно частіше, а складне життя не змогло б розвинутися. Адже сильний гравітаційний вплив планети призводить до частих зіткнень комет та астероїдів з планетою. За деякими оцінками, частота зіткнень комет з Юпітером у 2 000 — 8 000 разів перевищує земну.

### Комета Шумейкерів— Леві

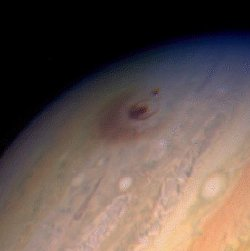
Слід від одного з уламків комети Шумейкерів — Леві, знімок із телескопа «Габбл», липень 1994 року

У липні 1992 року до Юпітера наблизилася комета. Вона пройшла на відстані близько 15 тисяч кілометрів від верхньої межі хмар, і потужна гравітаційна дія планети-гіганта розірвала її ядро на 21 великих частин. Цей кометний рій виявили на обсерваторії Маунт-Паломар подружжя Керолін і Юджина Шумейкерів та астроном-аматор Девід Леві. 1994 року, при наступному зближенні з Юпітером, всі уламки комети врізалися в атмосферу планети з величезною швидкістю — близько 64 км/с. Цей грандіозний космічний катаклізм спостерігався як із Землі, так і з допомогою космічних засобів, зокрема, з допомогою космічного телескопа «Габбл», супутника IUE і міжпланетної космічної станції «Галілео». Падіння ядер супроводжувалося спалахами випромінювання в широкому спектральному діапазоні, генеруванням газових викидів і формуванням довгоживучих вихорів, зміною радіаційних поясів Юпітера та появою полярних сяйв, ослабленням яскравості плазмового тора Іо в крайньому ультрафіолетовому діапазоні.

### Інші падіння

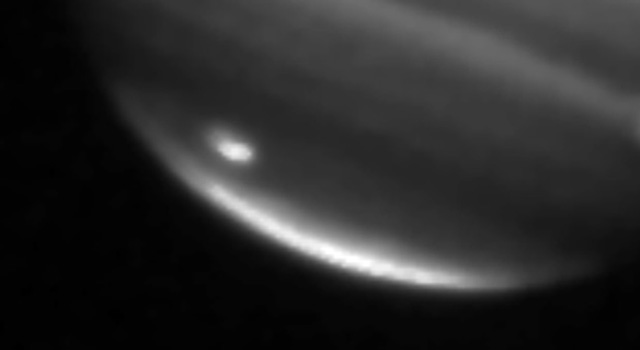
Пляма в районі південного полюса Юпітера, 20.07.2009, інфрачервоний телескоп в обсерваторії Мауна-Кеа, Гаваї

19 липня 2009 року астроном-аматор Ентоні Веслі (англ. Anthony Wesley) виявив темну пляму в районі південного полюса Юпітера, яка, навйімовірніше була слідом від астероїда. Згодом цю знахідку підтвердили в обсерваторії Кека на Гаваях.
3 червня 2010 року відбулося зіткнення, яке було пов'язане з об'єктом, розмір якого оцінюється від 8 до 13 метрів. Вперше його зафіксував та повідомив Ентоні Веслі. Зіткнення також було знято на відео на Філіппінах астрономом-аматором Крістофером Го. 
20 серпня 2010 року ще один зіткнення було виявлено незалежно один від одного японськими астрономами-аматорами Масаюкі Тачікава, Кадзуо Аокі та Масаюкі Ішімару. В області зіткнення не було виявлено уламкового поля, отже, падаюче тіло було невеликим.
Астроном-аматор Герріт Кернбауер 17 березня 2016 року зробив знімки зіткнення Юпітера з космічним об'єктом (ймовірно, кометою). На думку деяких астрономів, у результаті зіткнення відбувся викид енергії у 12,5 мегатонни в тротиловому еквіваленті.
В подальших роках зафіксовано ще кілька спалахів на поверхні Юпітера.

## Культурний вплив
Як яскраве небесне тіло, Юпітер привертав увагу спостерігачів з давнини і, відповідно, ставав об'єктом поклоніння. Наприклад, з ним пов'язаний культ семітського божества Гада, індійське релігійне свято Кумбха-мела, китайське божество Тай-Суй. Планета висвітлюється в низці художніх творів, книг, фільмів.

### Вірування
Факт існування Юпітера був відомий з давнини, адже його інколи можна побачити неозброєним оком вночі та вдень, якщо Сонце займає низьку позицію на небі. Вавилоняни сприймали планету як символ їхнього верховного бога Мардука — главу пантеону у період правління Хаммурапі. Вони також використовували орбітальний період Юпітера, який становить майже 12 земних років, для того, щоб визначити сузір'я зодіаку.
У грецькій міфології Юпітер носив ім'я Зевса або Діаса, останнє з яких досі вживається у сучасній Греції. Також стародавні греки знали планету як Фаетон, що означає «сяюча» або «палаюча зірка». Грецькі міфи про Зевса гомерівського періоду показали певну схожість з деякими близькосхідними богами, включаючи семітських Еля та Баала, шумерського Енліля та вавилонського бога Мардука. Зв'язок між планетою та грецьким божеством Зевсом виник під впливом Близького Сходу та був повністю встановлений у четвертому столітті до нашої ери, як це задокументовано в Післязаконні Платона та його сучасників.
Римським аналогом Зевса є бог Юпітер, який є головним богом римської міфології. Початково планета називалася «зіркою Юпітера», оскільки вважали, що вона є священною для верховного бога. Ця назва походить від праіндоєвропейської кличної сполуки «Dyēu-pəter», що означає «Бог Батько-Неба» або «Бог Батько-Дня». Як верховний бог римського пантеону, Юпітер був богом грому, блискавки та бурі, та іменувався богом світла та неба.
У центральноазіатських тюркських міфах Юпітер називається «Ерендіз» або «Ерентюз» від eren (значення достеменно не відоме) і yultuz («зоря»). Вони також вважали, що деякі соціальні та природні події пов'язані з рухом Юпітера в небі. Турки змогли вирахувати період обертання Юпітера в 11 років і 300 днів.
Китайці, в'єтнамці, корейці та японці називали Юпітер «дерев'яною зіркою», що було обґрунтовано вченням про п'ять стихій. Також у певних індоєвропейських народів ім'я верховного божества Юпітера (або його аналогів) пов'язані з четвергом. Латинською четвер — Jovis dies (день Юпітера, звідси фр. jeudi, італ. giovedi, ісп. jueves, кат. dijous і т. д.), німецькою — Donnerstag, англійською — Thursday (від імені Тора або Доннера).
У ведичній астрології планету назвали на честь Брігаспаті, релігійного вчителя богів, і часто називали її «Гуру», що означає «вчитель». У деяких стародавніх китайських писаннях, навіть роки називалися відповідно до знаків зодіаку Юпітера. Юпітер займає одне з ключових положень в астрології, відповідаючи за абстрактне мислення, інтелектуальний та духовний розвиток, а також формування ідеології в людини.

## Аматорські спостереження

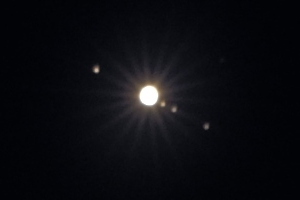
Спостереження Юпітера та галілеєвих супутників у бінокль, 22.06.2009.
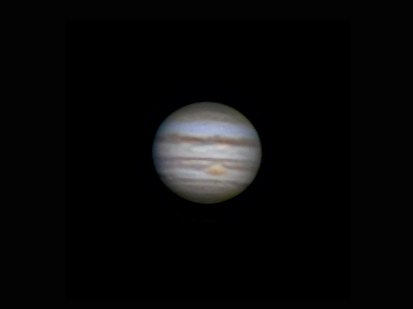
Аматорська фотографія Юпітера, 14.03.2004.
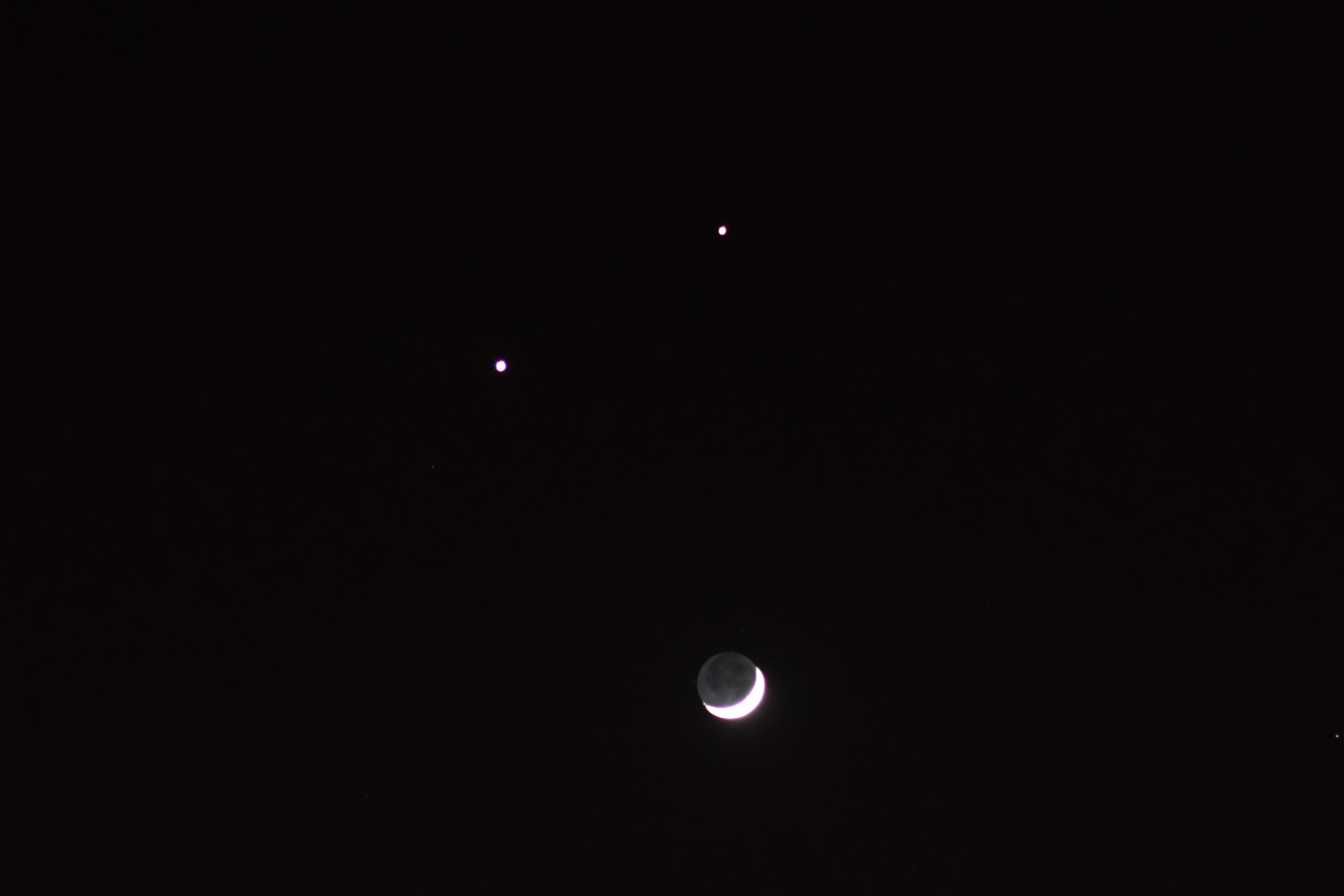
Місяць, Венера та Юпітер (зліва згори). 01.12.2008, Гуанчжоу, Китай.